# Liste der Gun (Japan)

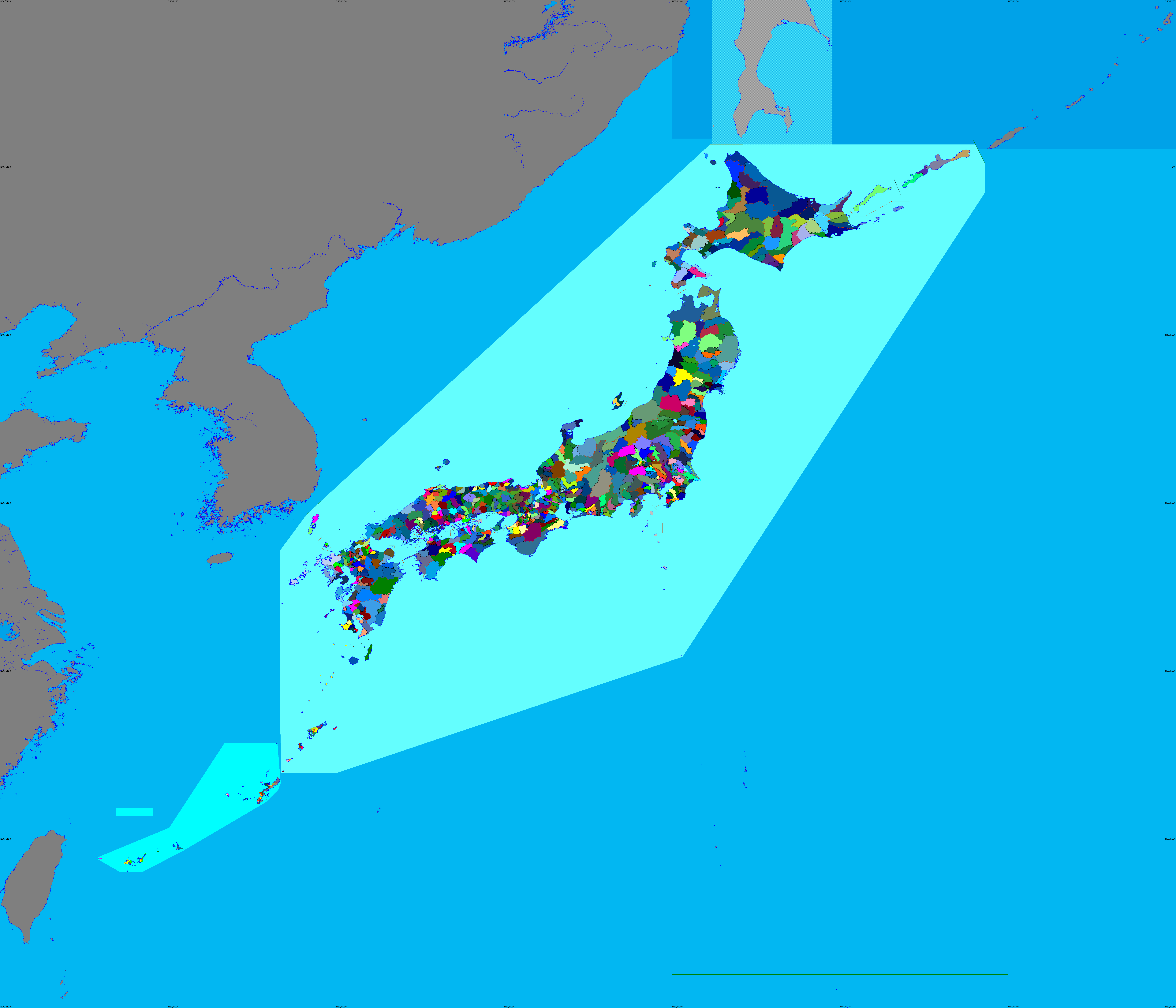
Kreiseinteilung Japans in der Meiji-Restauration 1869 (vorausgreifend bereits inkl. Hokkai-dō & Okinawa-ken) und unter einzelnen Änderungen seit dem Altertum, Provinzgrenzen in rot

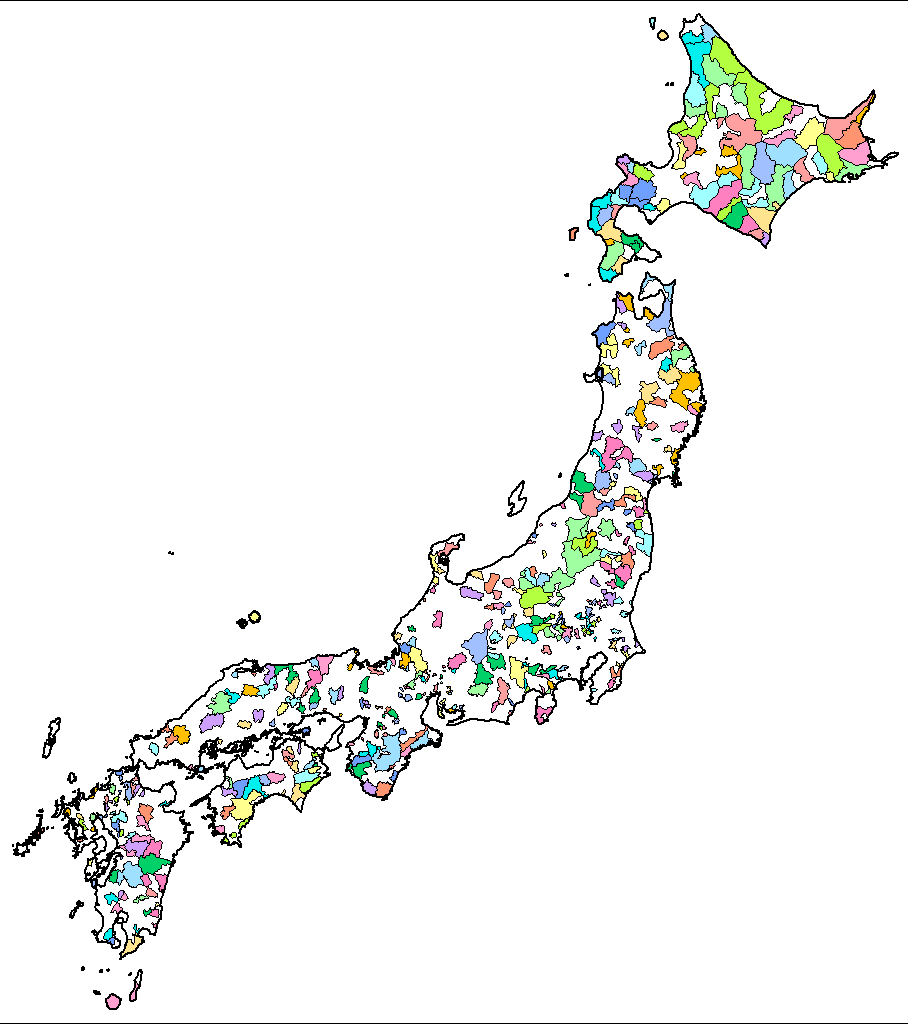
Verbliebene Kreise 2007 während der Großen Heisei-Gebietsreform des frühen 21. Jahrhunderts, als viele Kreise in kreisfreie Städte fusioniert wurden

Diese Liste verzeichnet alle Landkreise (-gun) Japans seit deren moderner Reaktivierung als Verwaltungseinheit der Präfekturen 1878 (gesetzlich)/1879 (Umsetzung in manchen Präfekturen), als viele Kreise geteilt oder an die Präfekturgrenzen angepasst wurden. Mit der Umsetzung der Kreisordnung (gunsei) von 1890 erfolgte eine zweite Welle von Kreisneuordnungen; die Umsetzung variierte von Präfektur zu Präfektur und war 1900 landesweit abgeschlossen (abgesehen von Hokkaidō und Okinawaken, für die eigene Gesetze galten). Die Kreise fungierten nur bis 1921/26 als Verwaltungseinheit, werden als geographische und statistische Einheit aber weiter genutzt und bis heute in ihrer Zusammensetzung fortgeschrieben. 

## Umfang, Legende
- Zusammen mit den neu eingerichteten Stadtkreisen (-ku) waren die Landkreise 1879 die nahezu flächendeckende Gliederung aller Präfekturen (-fu/-ken, hier bereits inklusive der -dō). Die -ku sind mit Suffix in der Liste in Klammern aufgeführt, ebenso einige entlegene Inselgruppen, die nie in Kreise gegliedert wurden. Seit 1889 (in Hokkaidō & Okinawa: 1920er Jahre) sind Landkreise und kreisfreie Städte (-shi) abgesehen von den Inselausnahmen flächendeckende Gliederungen aller Präfekturen. Kreisfreie Städte sind nur aufgeführt, sofern sie im Jahr 1900 bereits als solche existierten.
- Die unmittelbaren Vorläuferkreise aus der geographisch und statistisch durchgehend weiter genutzten Ritsuryō-Landesgliederung des Altertums (Provinzen, Kreise, Dörfer) sind aufgeführt; aber für die vorherige Entwicklung der Kreise (gleiches Wort 郡, vormodern aber vermehrt kōri gelesen) seit dem Altertum, siehe die Einzelartikel zu den antiken Provinzen Japans. Die Kreise wurden zum Teil auch im Mittelalter und der frühen Neuzeit mancherorts neu gegliedert, obwohl die kaiserliche Verwaltung im Mittelalter durch Feudalismus verdrängt wurde.
- Nicht aufgeführt sind die Lokalbüros (chihō jimusho) in der Endphase des Zweiten Weltkriegs. Die meisten davon entsprachen aber den Landkreisen, manche umfassten zwei oder mehrere.
- Provinzen, Präfekturen (Ausnahme -dō) und Landkreise sind ohne Suffix/Zusatz genannt, Stadtkreise/kreisfreie Städte (-ku/-shi) mit.
- Vormoderne Namens- oder Lesungsvarianten sind ohne Anspruch auf Vollständigkeit mit Schrägstrichen angegeben.
- Änderungen der Präfekturen vor oder nach Februar 1872 (=nach der ersten Konsolidierungswelle der Präfekturen, durch die diese erstmals zu kompakten, zusammenhängenden, den Provinzen ähnlichen Territorien wurden) sind grundsätzlich nicht aufgeführt. Für die vorangegangene politische Landesgliederung in der Frühen Neuzeit und der frühen Meiji-Zeit (fu/han/ken-System) siehe ggf. Einzelartikel zu frühneuzeitlichen Fürstentümern, Vogteien/Stadtverwaltungen der Shogunatsdomäne/-städte und einzelnen vormodernen Kreisen oder ihren Dörfern (in vielen Fällen ≈gleichnamige heutige benannte Ortsteile), für die Änderungen bis zur heutigen Präfekturgliederung ggf. die Geschichtsabschnitte in einzelnen Präfekturartikeln.
- In der Spalte erloschen ist ggf. normalerweise die Jahreszahl angegeben, in der der Landkreis erlosch, in den wenigen Fällen, in denen die Kreisgliederung auch im 20. oder 21. Jahrhundert neu geordnet wurde, stattdessen der Nachfolgelandkreis oder die Nachfolgelandkreise mit der Jahreszahl in Klammern.
- Edo/das Gebiet der Präfektur Tōkyō 1868–1871/die spätere Stadt Tōkyō ab 1889 ist hier den Landkreisen Toshima und Katsushika zugerechnet, zu denen es geographisch historisch gehörte, obwohl schon im Shogunat das Stadtgebiet, das den beiden Stadtverwaltern (machi-bugyō) von Edo unterstand, zum Teil nicht mehr dazugezählt worden war.
- Für die schon im frühen 20. Jahrhundert in Unterpräfekturen/Kreise/Gemeinden eingeteilte, aber erst im Zweiten Weltkrieg 1943 zum Teil des japanischen Mutterlands erklärte, 1945 durch die Sowjetunion eroberte Präfektur Karafuto im Südteil der geteilten Insel Sachalin/Karafuto, auf den Japan im Vertrag von San Francisco 1952 verzichtet hat, siehe dort.

Bei Teilungen oft hinzugefügte Namenspräfixe:
- 北 Kita-, Nord-
- 南 Minami-, Süd-
- 東 Higashi-, Ost-
- 西 Nishi-, West-
- 上 Kami-, Ober-
- 下 Shimo-, Unter-
- 中 Naka-, Mittel-/Zentral-

| Provinz            | Präfektur                    | Präfektur | Kreis                  | Kreis                                         | Kreis                          | erloschen/ 20.–21. Jh.                |
| Meiji-Restauration | Ende Meiji 4 =Feb. 1872      | 1893–     | Meiji-Restauration     | 1878/79                                       | 1900                           | erloschen/ 20.–21. Jh.                |
| ------------------ | ---------------------------- | --------- | ---------------------- | --------------------------------------------- | ------------------------------ | ------------------------------------- |
| Ishikari           | – („Erschließungsamt“)       | Hokkaidō  | Sapporo                | (Sapporo-ku)                                  | (Sapporo-ku)                   | (Sapporo-shi 1922)                    |
| Ishikari           | – („Erschließungsamt“)       | Hokkaidō  | Sapporo                | Sapporo                                       | Sapporo                        | 1996                                  |
| Ishikari           | – („Erschließungsamt“)       | Hokkaidō  | Ishikari               |                                               |                                |                                       |
| Ishikari           | – („Erschließungsamt“)       | Hokkaidō  | Atsuta                 | Atsuta                                        | Atsuta                         | 2005                                  |
| Ishikari           | – („Erschließungsamt“)       | Hokkaidō  | Hamamasu               | Hamamasu                                      | Hamamasu                       | 2005                                  |
| Ishikari           | – („Erschließungsamt“)       | Hokkaidō  | Yūbari                 |                                               |                                |                                       |
| Ishikari           | – („Erschließungsamt“)       | Hokkaidō  | Kabato                 |                                               |                                |                                       |
| Ishikari           | – („Erschließungsamt“)       | Hokkaidō  | Uryū                   |                                               |                                |                                       |
| Ishikari           | – („Erschließungsamt“)       | Hokkaidō  | Sorachi                |                                               |                                |                                       |
| Ishikari           | – („Erschließungsamt“)       | Hokkaidō  | Kamikawa               |                                               |                                |                                       |
| Teshio             | – („Erschließungsamt“)       | Hokkaidō  | Kamikawa               | Kamikawa                                      | Kamikawa                       |                                       |
| Teshio             | – („Erschließungsamt“)       | Hokkaidō  | Nakagawa               |                                               |                                |                                       |
| Teshio             | – („Erschließungsamt“)       | Hokkaidō  | Mashike                |                                               |                                |                                       |
| Teshio             | – („Erschließungsamt“)       | Hokkaidō  | Rumoi                  |                                               |                                |                                       |
| Teshio             | – („Erschließungsamt“)       | Hokkaidō  | Tomamae                |                                               |                                |                                       |
| Teshio             | – („Erschließungsamt“)       | Hokkaidō  | Teshio                 |                                               |                                |                                       |
| Kitami             | – („Erschließungsamt“)       | Hokkaidō  | Sōya                   | Sōya                                          | Sōya                           |                                       |
| Kitami             | – („Erschließungsamt“)       | Hokkaidō  | Esashi                 |                                               |                                |                                       |
| Kitami             | – („Erschließungsamt“)       | Hokkaidō  | Rebun                  |                                               |                                |                                       |
| Kitami             | – („Erschließungsamt“)       | Hokkaidō  | Rishiri                |                                               |                                |                                       |
| Kitami             | – („Erschließungsamt“)       | Hokkaidō  | Abashiri (網走)        |                                               |                                |                                       |
| Kitami             | – („Erschließungsamt“)       | Hokkaidō  | Shari                  |                                               |                                |                                       |
| Kitami             | – („Erschließungsamt“)       | Hokkaidō  | Tokoro                 |                                               |                                |                                       |
| Kitami             | – („Erschließungsamt“)       | Hokkaidō  | Monbetsu               |                                               |                                |                                       |
| Nemuro             | – („Erschließungsamt“)       | Hokkaidō  | Nemuro                 | Nemuro                                        | Nemuro                         | 1957                                  |
| Nemuro             | – („Erschließungsamt“)       | Hokkaidō  | Hanasaki               | Hanasaki                                      | Hanasaki                       | 1959                                  |
| Nemuro             | – („Erschließungsamt“)       | Hokkaidō  | Notsuke                |                                               |                                |                                       |
| Nemuro             | – („Erschließungsamt“)       | Hokkaidō  | Shibetsu               |                                               |                                |                                       |
| Nemuro             | – („Erschließungsamt“)       | Hokkaidō  | Menashi                |                                               |                                |                                       |
| Chishima           | – („Erschließungsamt“)       | Hokkaidō  | Shikotan               | Shikotan                                      | Shikotan                       | (de facto: UdSSR 1945, umstritten)    |
| Chishima           | – („Erschließungsamt“)       | Hokkaidō  | Kunashiri              |                                               |                                | (de facto: UdSSR 1945, umstritten)    |
| Chishima           | – („Erschließungsamt“)       | Hokkaidō  | Etorofu                |                                               |                                | (de facto: UdSSR 1945, umstritten)    |
| Chishima           | – („Erschließungsamt“)       | Hokkaidō  | Shana                  |                                               |                                | (de facto: UdSSR 1945, umstritten)    |
| Chishima           | – („Erschließungsamt“)       | Hokkaidō  | Shibetoro              |                                               |                                | (de facto: UdSSR 1945, umstritten)    |
| Chishima           | – („Erschließungsamt“)       | Hokkaidō  | Furebetsu              | Furebetsu                                     | Furebetsu                      | 1923                                  |
| Chishima           | – („Erschließungsamt“)       | Hokkaidō  | Uruppu                 | Uruppu                                        | Uruppu                         | (de facto: UdSSR 1945, Verzicht 1952) |
| Chishima           | – („Erschließungsamt“)       | Hokkaidō  | Shimushiru             |                                               |                                | (de facto: UdSSR 1945, Verzicht 1952) |
| Chishima           | – („Erschließungsamt“)       | Hokkaidō  | Shumushu               |                                               |                                | (de facto: UdSSR 1945, Verzicht 1952) |
| Kushiro            | – („Erschließungsamt“)       | Hokkaidō  | Ashoro                 | Ashoro                                        | Ashoro                         |                                       |
| Kushiro            | – („Erschließungsamt“)       | Hokkaidō  | Kushiro                |                                               |                                |                                       |
| Kushiro            | – („Erschließungsamt“)       | Hokkaidō  | Akkeshi                |                                               |                                |                                       |
| Kushiro            | – („Erschließungsamt“)       | Hokkaidō  | Kawakami               |                                               |                                |                                       |
| Kushiro            | – („Erschließungsamt“)       | Hokkaidō  | Akan                   |                                               |                                |                                       |
| Kushiro            | – („Erschließungsamt“)       | Hokkaidō  | Shiranuka              |                                               |                                |                                       |
| Kushiro            | – („Erschließungsamt“)       | Hokkaidō  | Abashiri (網尻)        | Abashiri (網尻)                               | Abashiri (網走)                |                                       |
| Tokachi            | – („Erschließungsamt“)       | Hokkaidō  | Katō                   | Katō                                          | Katō                           |                                       |
| Tokachi            | – („Erschließungsamt“)       | Hokkaidō  | Kamikawa               |                                               |                                |                                       |
| Tokachi            | – („Erschließungsamt“)       | Hokkaidō  | Kasai                  |                                               |                                |                                       |
| Tokachi            | – („Erschließungsamt“)       | Hokkaidō  | Hiroo                  |                                               |                                |                                       |
| Tokachi            | – („Erschließungsamt“)       | Hokkaidō  | Tōbui                  | Tōbui                                         | Tōbui                          | 1906                                  |
| Tokachi            | – („Erschließungsamt“)       | Hokkaidō  | Tokachi                |                                               |                                |                                       |
| Tokachi            | – („Erschließungsamt“)       | Hokkaidō  | Nakagawa               |                                               |                                |                                       |
| Hidaka             | – („Erschließungsamt“)       | Hokkaidō  | Saru                   | Saru                                          | Saru                           |                                       |
| Hidaka             | – („Erschließungsamt“)       | Hokkaidō  | Niikappu               |                                               |                                |                                       |
| Hidaka             | – („Erschließungsamt“)       | Hokkaidō  | Shizunai               | Shizunai                                      | Shizunai                       | Hidaka (2006)                         |
| Hidaka             | – („Erschließungsamt“)       | Hokkaidō  | Mitsuishi              |                                               |                                | Hidaka (2006)                         |
| Hidaka             | – („Erschließungsamt“)       | Hokkaidō  | Urakawa                |                                               |                                |                                       |
| Hidaka             | – („Erschließungsamt“)       | Hokkaidō  | Samani                 |                                               |                                |                                       |
| Hidaka             | – („Erschließungsamt“)       | Hokkaidō  | Horoizumi              |                                               |                                |                                       |
| Iburi              | – („Erschließungsamt“)       | Hokkaidō  | Chitose                | Chitose                                       | Chitose                        | 1970                                  |
| Iburi              | – („Erschließungsamt“)       | Hokkaidō  | Yūfutsu                |                                               |                                |                                       |
| Iburi              | – („Erschließungsamt“)       | Hokkaidō  | Shiraoi                |                                               |                                |                                       |
| Iburi              | – („Erschließungsamt“)       | Hokkaidō  | Horobetsu              | Horobetsu                                     | Horobetsu                      | 1970                                  |
| Iburi              | – („Erschließungsamt“)       | Hokkaidō  | Muroran                | Muroran                                       | Muroran                        | 1918                                  |
| Iburi              | – („Erschließungsamt“)       | Hokkaidō  | Usu                    |                                               |                                |                                       |
| Iburi              | – („Erschließungsamt“)       | Hokkaidō  | Abuta                  |                                               |                                |                                       |
| Shiribeshi         | – („Erschließungsamt“)       | Hokkaidō  | Iwanai                 | Iwanai                                        | Iwanai                         |                                       |
| Shiribeshi         | – („Erschließungsamt“)       | Hokkaidō  | Furuu                  |                                               |                                |                                       |
| Shiribeshi         | – („Erschließungsamt“)       | Hokkaidō  | Shimamaki              |                                               |                                |                                       |
| Shiribeshi         | – („Erschließungsamt“)       | Hokkaidō  | Suttsu                 |                                               |                                |                                       |
| Shiribeshi         | – („Erschließungsamt“)       | Hokkaidō  | Utasutsu               | Utasutsu                                      | Utasutsu                       | 1955                                  |
| Shiribeshi         | – („Erschließungsamt“)       | Hokkaidō  | Isoya                  |                                               |                                |                                       |
| Shiribeshi         | – („Erschließungsamt“)       | Hokkaidō  | Bikuni                 | Bikuni                                        | Bikuni                         | 1956                                  |
| Shiribeshi         | – („Erschließungsamt“)       | Hokkaidō  | Shakotan               |                                               |                                |                                       |
| Shiribeshi         | – („Erschließungsamt“)       | Hokkaidō  | Furubira               |                                               |                                |                                       |
| Shiribeshi         | – („Erschließungsamt“)       | Hokkaidō  | Yoichi                 |                                               |                                |                                       |
| Shiribeshi         | – („Erschließungsamt“)       | Hokkaidō  | Oshoro                 | Oshoro                                        | Oshoro                         | 1958                                  |
| Shiribeshi         | – („Erschließungsamt“)       | Hokkaidō  | Takashima              | Takashima                                     | Takashima                      | 1940                                  |
| Shiribeshi         | – („Erschließungsamt“)       | Hokkaidō  | Takashima              | Takashima                                     | (Otaru-ku)                     | (Otaru-shi 1922)                      |
| Shiribeshi         | – („Erschließungsamt“)       | Hokkaidō  | Otaru                  |                                               | (Otaru-ku)                     | (Otaru-shi 1922)                      |
| Shiribeshi         | – („Erschließungsamt“)       | Hokkaidō  | Otaru                  | 1940                                          |                                |                                       |
| Shiribeshi         | – („Erschließungsamt“)       | Hokkaidō  | Setana                 |                                               |                                |                                       |
| Shiribeshi         | – („Erschließungsamt“)       | Hokkaidō  | Futoro                 | Futoro                                        | Futoro                         | 1955                                  |
| Shiribeshi         | – („Erschließungsamt“)       | Hokkaidō  | Kudō                   |                                               |                                |                                       |
| Shiribeshi         | – („Erschließungsamt“)       | Hokkaidō  | Okushiri               |                                               |                                |                                       |
| Oshima             | – („Erschließungsamt“)       | Hokkaidō  | Kameda                 | (Hakodate-ku)                                 | (Hakodate-ku)                  | (Hakodate-shi 1922)                   |
| Oshima             | – („Erschließungsamt“)       | Hokkaidō  | Kameda                 | Kameda                                        |                                |                                       |
| Oshima             | – („Erschließungsamt“)       | Hokkaidō  | Kayabe                 |                                               |                                |                                       |
| Oshima             | – („Erschließungsamt“)       | Hokkaidō  | Kamiiso                |                                               |                                |                                       |
| Iburi              | – („Erschließungsamt“)       | Hokkaidō  | Yamakoshi              | Yamakoshi                                     | Yamakoshi                      |                                       |
| Iburi              | – („Erschließungsamt“)       | Hokkaidō  | Yamakoshi              | Yamakoshi                                     | Yamakoshi                      | Futami (2005)                         |
| Oshima             | Aomori                       | Hokkaidō  | Nishi                  | Nishi                                         | Nishi                          |                                       |
| Oshima             | Aomori                       | Hokkaidō  | Nishi                  | Nishi                                         | Nishi                          |                                       |
| Oshima             | Aomori                       | Hokkaidō  | Hiyama                 |                                               |                                |                                       |
| Oshima             | Aomori                       | Hokkaidō  | Tsugaru                | Tsugaru                                       | Matsumae                       |                                       |
| Oshima             | Aomori                       | Hokkaidō  | Fukushima              |                                               | Matsumae                       |                                       |
| Oshima             | Aomori                       | Hokkaidō  | Kamiiso                |                                               |                                |                                       |
| Rikuō              | Aomori                       | Aomori    | Tsugaru                | Kita-Tsugaru                                  | Kita-Tsugaru                   |                                       |
| Rikuō              | Aomori                       | Aomori    | Tsugaru                | Nishi-Tsugaru                                 |                                |                                       |
| Rikuō              | Aomori                       | Aomori    | Tsugaru                | Naka-Tsugaru                                  | Naka-Tsugaru (Hirosaki-shi)    |                                       |
| Rikuō              | Aomori                       | Aomori    | Tsugaru                | Minami-Tsugaru                                |                                |                                       |
| Rikuō              | Aomori                       | Aomori    | Tsugaru                | Higashi-Tsugaru                               | Higashi-Tsugaru (Aomori-shi)   |                                       |
| Rikuō              | Aomori                       | Aomori    | Kita                   | Shimo-Kita                                    | Shimo-Kita                     |                                       |
| Rikuō              | Aomori                       | Aomori    | Kita                   | Kami-Kita                                     |                                |                                       |
| Rikuō              | Aomori                       | Aomori    | Sannohe                |                                               |                                |                                       |
| Rikuō              | Aomori                       | Iwate     | Ninohe                 | Ninohe                                        | Ninohe                         |                                       |
| Rikuchū            | Morioka                      | Iwate     | Kunohe                 | Kita-Kunohe                                   | Kunohe                         |                                       |
| Rikuchū            | Morioka                      | Iwate     | Kunohe                 | Minami-Kunohe                                 | Kunohe                         |                                       |
| Rikuchū            | Morioka                      | Iwate     | Hei                    | Kita-Hei                                      | Shimo-Hei                      |                                       |
| Rikuchū            | Morioka                      | Iwate     | Hei                    | Naka-Hei                                      | Shimo-Hei                      |                                       |
| Rikuchū            | Morioka                      | Iwate     | Hei                    | Higashi-Hei                                   | Shimo-Hei                      |                                       |
| Rikuchū            | Morioka                      | Iwate     | Hei                    | Nishi-Hei                                     | Kami-Hei                       |                                       |
| Rikuchū            | Morioka                      | Iwate     | Hei                    | Minami-Hei                                    | Kami-Hei                       |                                       |
| Rikuchū            | Morioka                      | Iwate     | Iwate                  | Kita-Iwate                                    | Iwate (Morioka-shi)            |                                       |
| Rikuchū            | Morioka                      | Iwate     | Iwate                  | Minami-Iwate                                  | Iwate (Morioka-shi)            |                                       |
| Rikuchū            | Morioka                      | Iwate     | Shiwa                  |                                               |                                |                                       |
| Rikuchū            | Morioka                      | Iwate     | Hienuki                | Hienuki                                       | Hienuki                        | 2006                                  |
| Rikuchū            | Morioka                      | Iwate     | Waga                   | Higashi-Waga                                  | Waga                           |                                       |
| Rikuchū            | Morioka                      | Iwate     | Waga                   | Nishi-Waga                                    | Waga                           |                                       |
| Rikuchū            | Mizusawa                     | Iwate     | Isawa                  | Isawa                                         | Isawa                          |                                       |
| Rikuchū            | Mizusawa                     | Iwate     | Esashi                 | Esashi                                        | Esashi                         | 1958                                  |
| Rikuchū            | Mizusawa                     | Iwate     | Iwai                   | Nishi-Iwai                                    | Nishi-Iwai                     |                                       |
| Rikuchū            | Mizusawa                     | Iwate     | Iwai                   | Higashi-Iwai                                  | Higashi-Iwai                   | 2011                                  |
| Rikuzen            | Mizusawa                     | Iwate     | Kesen                  | Kesen                                         | Kesen                          |                                       |
| Rikuzen            | Mizusawa                     | Miyagi    | Motoyoshi              | Motoyoshi                                     | Motoyoshi                      |                                       |
| Rikuzen            | Mizusawa                     | Miyagi    | Tome/Toyoma            | Tome/Toyoma                                   | Tome/Toyoma                    | 2005                                  |
| Rikuzen            | Mizusawa                     | Miyagi    | Kurihara               | Kurihara                                      | Kurihara                       | 2005                                  |
| Rikuzen            | Mizusawa                     | Miyagi    | Tamatsukuri            | Tamatsukuri                                   | Tamatsukuri                    | 2006                                  |
| Rikuzen            | Sendai                       | Miyagi    | Shida                  | Shida                                         | Shida                          | 2006                                  |
| Rikuzen            | Sendai                       | Miyagi    | Kami                   |                                               |                                |                                       |
| Rikuzen            | Sendai                       | Miyagi    | Monou                  | Monou                                         | Monou                          | 2005                                  |
| Rikuzen            | Sendai                       | Miyagi    | Oshika                 |                                               |                                |                                       |
| Rikuzen            | Sendai                       | Miyagi    | Tōda                   |                                               |                                |                                       |
| Rikuzen            | Sendai                       | Miyagi    | Kurokawa               |                                               |                                |                                       |
| Rikuzen            | Sendai                       | Miyagi    | Miyagi                 | Miyagi                                        | Miyagi                         |                                       |
| Rikuzen            | Sendai                       | Miyagi    | Miyagi                 | (Sendai-ku)                                   | (Sendai-shi)                   |                                       |
| Rikuzen            | Sendai                       | Miyagi    | Natori                 | Natori                                        | Natori                         | 1988                                  |
| Rikuzen            | Sendai                       | Miyagi    | Shibata                |                                               |                                |                                       |
| Iwaki              | Iwasaki                      | Miyagi    | Katta                  | Katta                                         | Katta                          |                                       |
| Iwaki              | Iwasaki                      | Miyagi    | Igu                    |                                               |                                |                                       |
| Iwaki              | Iwasaki                      | Miyagi    | Watari                 |                                               |                                |                                       |
| Iwaki              | Iwasaki                      | Fukushima | Uda                    | Uda                                           | Sōma                           |                                       |
| Iwaki              | Iwasaki                      | Fukushima | Namekata               |                                               | Sōma                           |                                       |
| Iwaki              | Iwasaki                      | Fukushima | Shineha                | Shineha                                       | Futaba                         |                                       |
| Iwaki              | Iwasaki                      | Fukushima | Naraha                 |                                               | Futaba                         |                                       |
| Iwaki              | Iwasaki                      | Fukushima | Iwaki (磐城)           | Iwaki (磐城)                                  | Iwaki (石城)                   | 1966                                  |
| Iwaki              | Iwasaki                      | Fukushima | Iwasaki                |                                               | Iwaki (石城)                   | 1966                                  |
| Iwaki              | Iwasaki                      | Fukushima | Kikuta                 |                                               | Iwaki (石城)                   | 1966                                  |
| Iwaki              | Iwasaki                      | Fukushima | Tamura                 |                                               |                                |                                       |
| Iwaki              | Iwasaki                      | Fukushima | Ishikawa               |                                               |                                |                                       |
| Iwaki              | Iwasaki                      | Fukushima | Shirakawa (白川)       | Higashi-Shirakawa (白川)                      | Higashi-Shirakawa (白川)       |                                       |
| Iwaki              | Fukushima                    | Fukushima | Shirakawa (白河)       | Nishi-Shirakawa (白河)                        | Nishi-Shirakawa (白河)         |                                       |
| Iwashiro           | Fukushima                    | Fukushima | Date                   | Date                                          | Date                           |                                       |
| Iwashiro           | Fukushima                    | Fukushima | Shinobu                | Shinobu                                       | Shinobu                        | 1968                                  |
| Iwashiro           | Fukushima                    | Fukushima | Adachi                 |                                               |                                |                                       |
| Iwashiro           | Fukushima                    | Fukushima | Asaka                  | Asaka                                         | Asaka                          | 1965                                  |
| Iwashiro           | Fukushima                    | Fukushima | Iwase                  |                                               |                                |                                       |
| Iwashiro           | Wakamatsu                    | Fukushima | Aizu                   | Kita-Aizu                                     | Kita-Aizu (Wakamatsu-shi)      | 2004                                  |
| Iwashiro           | Wakamatsu                    | Fukushima | Aizu                   | Minami-Aizu                                   |                                |                                       |
| Iwashiro           | Wakamatsu                    | Fukushima | Kawanuma               |                                               |                                |                                       |
| Iwashiro           | Wakamatsu                    | Fukushima | Ōnuma                  |                                               |                                |                                       |
| Iwashiro           | Wakamatsu                    | Fukushima | Yama                   |                                               |                                |                                       |
| Rikuchū            | Akita                        | Akita     | Kazuno                 | Kazuno                                        | Kazuno                         |                                       |
| Ugo                | Akita                        | Akita     | Yamamoto               | Yamamoto                                      | Yamamoto                       |                                       |
| Ugo                | Akita                        | Akita     | Akita                  | Kita-Akita                                    | Kita-Akita                     |                                       |
| Ugo                | Akita                        | Akita     | Akita                  | Minami-Akita                                  | Minami-Akita (Akita-shi)       |                                       |
| Ugo                | Akita                        | Akita     | Kawabe                 | Kawabe                                        | Kawabe                         | 2005                                  |
| Ugo                | Akita                        | Akita     | Senboku                |                                               |                                |                                       |
| Ugo                | Akita                        | Akita     | Hiraka                 | Hiraka                                        | Hiraka                         | 2005                                  |
| Ugo                | Akita                        | Akita     | Ogachi                 |                                               |                                |                                       |
| Ugo                | Akita                        | Akita     | Yuri                   | Yuri                                          | Yuri                           | 2005                                  |
| Ugo                | Sakata                       | Yamagata  | Akumi                  | Akumi                                         | Akumi                          |                                       |
| Uzen               | Sakata                       | Yamagata  | Tagawa                 | Higashi-Tagawa                                | Higashi-Tagawa                 |                                       |
| Uzen               | Sakata                       | Yamagata  | Tagawa                 | Nishi-Tagawa                                  | Nishi-Tagawa                   | 2005                                  |
| Uzen               | Yamagata                     | Yamagata  | Mogami                 | Mogami                                        | Mogami                         |                                       |
| Uzen               | Yamagata                     | Yamagata  | Murayama               | Kita-Murayama                                 | Kita-Murayama                  |                                       |
| Uzen               | Yamagata                     | Yamagata  | Murayama               | Higashi-Murayama                              |                                |                                       |
| Uzen               | Yamagata                     | Yamagata  | Murayama               | Minami-Murayama                               | Minami-Murayama (Yamagata-shi) | 1957                                  |
| Uzen               | Yamagata                     | Yamagata  | Murayama               | Nishi-Murayama                                |                                |                                       |
| Uzen               | Okitama                      | Yamagata  | Okitama                | Nishi-Okitama                                 | Nishi-Okitama                  |                                       |
| Uzen               | Okitama                      | Yamagata  | Okitama                | Higashi-Okitama                               |                                |                                       |
| Uzen               | Okitama                      | Yamagata  | Okitama                | Minami-Okitama                                | Minami-Okitama (Yonezawa-shi)  | 1958                                  |
| Shimotsuke         | Utsunomiya                   | Tochigi   | Nasu                   | Nasu                                          | Nasu                           |                                       |
| Shimotsuke         | Utsunomiya                   | Tochigi   | Shioya                 |                                               |                                |                                       |
| Shimotsuke         | Utsunomiya                   | Tochigi   | Haga                   |                                               |                                |                                       |
| Shimotsuke         | Utsunomiya                   | Tochigi   | Kawachi                | Kawachi                                       | Kawachi (Utsunomiya-shi)       |                                       |
| Shimotsuke         | Tochigi                      | Tochigi   | Tsuga                  | Kami-Tsuga                                    | Kami-Tsuga                     | 2011                                  |
| Shimotsuke         | Tochigi                      | Tochigi   | Tsuga                  | Shimo-Tsuga                                   | Shimo-Tsuga                    |                                       |
| Shimotsuke         | Tochigi                      | Tochigi   | Samukawa               |                                               | Shimo-Tsuga                    |                                       |
| Shimotsuke         | Tochigi                      | Tochigi   | Aso                    | Aso                                           | Aso                            | 2005                                  |
| Shimotsuke         | Tochigi                      | Tochigi   | Ashikaga               | Ashikaga                                      | Ashikaga                       | 1962                                  |
| Shimotsuke         | Tochigi                      | Tochigi   | Yanada                 |                                               | Ashikaga                       | 1962                                  |
| Kōzuke             | Tochigi                      | Gunma     | Ōra                    | Ōra                                           | Ōra                            |                                       |
| Kōzuke             | Tochigi                      | Gunma     | Yamada                 | Yamada                                        | Yamada                         | 2006                                  |
| Kōzuke             | Tochigi                      | Gunma     | Nitta                  | Nitta                                         | Nitta                          | 2006                                  |
| Kōzuke             | Gunma                        | Gunma     | Sai                    | Sai                                           | Sawa                           |                                       |
| Kōzuke             | Gunma                        | Gunma     | Nawa                   |                                               | Sawa                           |                                       |
| Kōzuke             | Gunma                        | Gunma     | Tone                   | Tone                                          | Tone                           |                                       |
| Kōzuke             | Gunma                        | Gunma     | Seta                   | Kita-Seta                                     | Tone                           |                                       |
| Kōzuke             | Gunma                        | Gunma     | Seta                   | Minami-Seta                                   | Seta (Maebashi-shi)            | 2009                                  |
| Kōzuke             | Gunma                        | Gunma     | Gunma                  | Higashi-Gunma                                 | Seta (Maebashi-shi)            | 2009                                  |
| Kōzuke             | Gunma                        | Gunma     | Gunma                  | Nishi-Gunma                                   | Gunma (Takasaki-shi)           | 2006 Kita-Gunma (1949)                |
| Kōzuke             | Gunma                        | Gunma     | Kataoka                |                                               | Gunma (Takasaki-shi)           | 2006 Kita-Gunma (1949)                |
| Kōzuke             | Gunma                        | Gunma     | Midono                 | Midono                                        | Tano                           |                                       |
| Kōzuke             | Gunma                        | Gunma     | Tako                   |                                               | Tano                           |                                       |
| Kōzuke             | Gunma                        | Gunma     | Kanra                  | Minami-Kanra                                  | Tano                           |                                       |
| Kōzuke             | Gunma                        | Gunma     | Kanra                  | Kita-Kanra                                    | Kita-Kanra                     | Kanra (1950)                          |
| Kōzuke             | Gunma                        | Gunma     | Usui                   | Usui                                          | Usui                           | 2006                                  |
| Kōzuke             | Gunma                        | Gunma     | Agatsuma               |                                               |                                |                                       |
| Hitachi            | Ibaraki                      | Ibaraki   | Taga                   | Taga                                          | Taga                           | 2004                                  |
| Hitachi            | Ibaraki                      | Ibaraki   | Kuji                   |                                               |                                |                                       |
| Hitachi            | Ibaraki                      | Ibaraki   | Naka                   |                                               |                                |                                       |
| Hitachi            | Ibaraki                      | Ibaraki   | Ibaraki                | Higashi-Ibaraki                               | Higashi-Ibaraki (Mito-shi)     |                                       |
| Hitachi            | Ibaraki                      | Ibaraki   | Ibaraki                | Nishi-Ibaraki                                 | Nishi-Ibaraki                  | 2006                                  |
| Hitachi            | Ibaraki                      | Ibaraki   | Makabe                 | Makabe                                        | Makabe                         | 2005                                  |
| Hitachi            | Niihari                      | Ibaraki   | Kashima                | Kashima                                       | Kashima                        | 2005                                  |
| Hitachi            | Niihari                      | Ibaraki   | Namegata               | Namegata                                      | Namegata                       | 2005                                  |
| Hitachi            | Niihari                      | Ibaraki   | Kawachi/Kōchi          | Kawachi/Kōchi                                 | Inashiki                       |                                       |
| Hitachi            | Niihari                      | Ibaraki   | Shida                  |                                               | Inashiki                       |                                       |
| Hitachi            | Niihari                      | Ibaraki   | Tsukuba                | Tsukuba                                       | Tsukuba                        | 2006                                  |
| Hitachi            | Niihari                      | Ibaraki   | Niihari/Niibari        | Niihari/Niibari                               | Niihari/Niibari                | 2006                                  |
| Shimousa           | Inba                         | Ibaraki   | Yūki                   | Yūki                                          | Yūki                           |                                       |
| Shimousa           | Inba                         | Ibaraki   | Toyoda                 |                                               | Yūki                           |                                       |
| Shimousa           | Inba                         | Ibaraki   | Okada                  |                                               | Yūki                           |                                       |
| Shimousa           | Inba                         | Ibaraki   | Sashima                | Sashima                                       | Sashima                        |                                       |
| Shimousa           | Inba                         | Ibaraki   | Katsushika             | Nishi-Katsushika                              | Sashima                        |                                       |
| Shimousa           | Inba                         | Ibaraki   | Sōma                   | Kita-Sōma                                     | Kita-Sōma                      |                                       |
| Shimousa           | Inba                         | Chiba     | Sōma                   | Minami-Sōma                                   | Higashi-Katsushika             | 2005                                  |
| Shimousa           | Inba                         | Chiba     | Katsushika             | Higashi-Katsushika                            | Higashi-Katsushika             | 2005                                  |
| Shimousa           | Inba                         | Chiba     | Inba                   | Inba                                          | Inba                           |                                       |
| Shimousa           | Inba                         | Chiba     | Habu                   | Shimo-Habu                                    | Inba                           |                                       |
| Shimousa           | Inba                         | Chiba     | Chiba                  | Chiba                                         | Chiba                          | 1967                                  |
| Shimousa           | Niihari                      | Chiba     | Katori                 | Katori                                        | Katori                         |                                       |
| Shimousa           | Niihari                      | Chiba     | Kaijō/Unagami          | Kaijō/Unagami                                 | Kaijō/Unagami                  | 2005                                  |
| Shimousa           | Niihari                      | Chiba     | Sōsa                   | Sōsa                                          | Sōsa                           | 2006                                  |
| Kazusa             | Kisarazu                     | Chiba     | Ichihara               | Ichihara                                      | Ichihara                       | 1967                                  |
| Kazusa             | Kisarazu                     | Chiba     | Mōda                   | Mōda                                          | Kimitsu                        | 1991                                  |
| Kazusa             | Kisarazu                     | Chiba     | Sue/Suzu               |                                               | Kimitsu                        | 1991                                  |
| Kazusa             | Kisarazu                     | Chiba     | Amaha                  |                                               | Kimitsu                        | 1991                                  |
| Kazusa             | Kisarazu                     | Chiba     | Musa                   | Musa                                          | Sanbu                          |                                       |
| Kazusa             | Kisarazu                     | Chiba     | Yamabe                 |                                               | Sanbu                          |                                       |
| Kazusa             | Kisarazu                     | Chiba     | Nagara                 | Nagara                                        | Chōsei                         |                                       |
| Kazusa             | Kisarazu                     | Chiba     | Habu                   | Kami-Habu                                     | Chōsei                         |                                       |
| Kazusa             | Kisarazu                     | Chiba     | Isumi                  |                                               |                                |                                       |
| Awa                | Kisarazu                     | Chiba     | Hei/Heguri             | Hei/Heguri                                    | Awa                            |                                       |
| Awa                | Kisarazu                     | Chiba     | Awa                    |                                               | Awa                            |                                       |
| Awa                | Kisarazu                     | Chiba     | Asai                   |                                               | Awa                            |                                       |
| Awa                | Kisarazu                     | Chiba     | Nagasa                 |                                               | Awa                            |                                       |
| Shimousa           | Inba                         | Saitama   | Katsushika             | Naka-Katsushika                               | Kita-Katsushika                |                                       |
| Musashi            | Saitama                      | Saitama   | Katsushika             | Kita-Katsushika                               | Kita-Katsushika                |                                       |
| Musashi            | Saitama                      | Saitama   | Saitama                | Minami-Saitama                                | Minami-Saitama                 |                                       |
| Musashi            | Saitama                      | Saitama   | Saitama                | Kita-Saitama                                  | Kita-Saitama                   | 2010                                  |
| Musashi            | Iruma                        | Saitama   | Ōsato                  | Ōsato                                         | Ōsato                          |                                       |
| Musashi            | Iruma                        | Saitama   | Hatara                 |                                               | Ōsato                          |                                       |
| Musashi            | Iruma                        | Saitama   | Hanzawa                |                                               | Ōsato                          |                                       |
| Musashi            | Iruma                        | Saitama   | Obusuma                |                                               | Ōsato                          |                                       |
| Musashi            | Iruma                        | Saitama   | Kodama                 | Kodama                                        | Kodama                         |                                       |
| Musashi            | Iruma                        | Saitama   | Kami                   |                                               | Kodama                         |                                       |
| Musashi            | Iruma                        | Saitama   | Naka                   |                                               | Kodama                         |                                       |
| Musashi            | Iruma                        | Saitama   | Chichibu               |                                               |                                |                                       |
| Musashi            | Iruma                        | Saitama   | Hiki                   | Hiki                                          | Hiki                           |                                       |
| Musashi            | Iruma                        | Saitama   | Yokomi                 |                                               | Hiki                           |                                       |
| Musashi            | Iruma                        | Saitama   | Iruma                  | Iruma                                         | Iruma                          |                                       |
| Musashi            | Iruma                        | Saitama   | Koma                   |                                               | Iruma                          |                                       |
| Musashi            | Iruma                        | Saitama   | Niikura/Niiza          | Niikura/Niiza                                 | Kita-Adachi                    |                                       |
| Musashi            | Saitama                      | Saitama   | Adachi                 | Kita-Adachi                                   | Kita-Adachi                    |                                       |
| Musashi            | Tōkyō                        | Tōkyō     | Adachi                 | Minami-Adachi                                 | Minami-Adachi                  | 1932                                  |
| Musashi            | Tōkyō                        | Tōkyō     | Katsushika             | Minami-Katsushika                             | Minami-Katsushika              | 1932                                  |
| Musashi            | Tōkyō                        | Tōkyō     | Katsushika             | (Honjo-ku)                                    | (Tōkyō-shi)                    | (1943)                                |
| Musashi            | Tōkyō                        | Tōkyō     | Katsushika             | (Fukagawa-ku)                                 | (Tōkyō-shi)                    | (1943)                                |
| Musashi            | Tōkyō                        | Tōkyō     | Toshima                | (Kōjimachi-ku)                                | (Tōkyō-shi)                    | (1943)                                |
| Musashi            | Tōkyō                        | Tōkyō     | Toshima                | (Kanda-ku)                                    | (Tōkyō-shi)                    | (1943)                                |
| Musashi            | Tōkyō                        | Tōkyō     | Toshima                | (Nihonbashi-ku)                               | (Tōkyō-shi)                    | (1943)                                |
| Musashi            | Tōkyō                        | Tōkyō     | Toshima                | (Kyōbashi-ku)                                 | (Tōkyō-shi)                    | (1943)                                |
| Musashi            | Tōkyō                        | Tōkyō     | Toshima                | (Shiba-ku)                                    | (Tōkyō-shi)                    | (1943)                                |
| Musashi            | Tōkyō                        | Tōkyō     | Toshima                | (Azabu-ku)                                    | (Tōkyō-shi)                    | (1943)                                |
| Musashi            | Tōkyō                        | Tōkyō     | Toshima                | (Akasaka-ku)                                  | (Tōkyō-shi)                    | (1943)                                |
| Musashi            | Tōkyō                        | Tōkyō     | Toshima                | (Yotsuya-ku)                                  | (Tōkyō-shi)                    | (1943)                                |
| Musashi            | Tōkyō                        | Tōkyō     | Toshima                | (Ushigome-ku)                                 | (Tōkyō-shi)                    | (1943)                                |
| Musashi            | Tōkyō                        | Tōkyō     | Toshima                | (Koishikawa-ku)                               | (Tōkyō-shi)                    | (1943)                                |
| Musashi            | Tōkyō                        | Tōkyō     | Toshima                | (Hongō-ku)                                    | (Tōkyō-shi)                    | (1943)                                |
| Musashi            | Tōkyō                        | Tōkyō     | Toshima                | (Shitaya-ku)                                  | (Tōkyō-shi)                    | (1943)                                |
| Musashi            | Tōkyō                        | Tōkyō     | Toshima                | (Asakusa-ku)                                  | (Tōkyō-shi)                    | (1943)                                |
| Musashi            | Tōkyō                        | Tōkyō     | Toshima                | Kita-Toshima                                  | Kita-Toshima                   | 1932                                  |
| Musashi            | Tōkyō                        | Tōkyō     | Toshima                | Minami-Toshima                                | Toyotama                       | 1932                                  |
| Musashi            | Tōkyō                        | Tōkyō     | Tama                   | Higashi-Tama                                  | Toyotama                       | 1932                                  |
| Musashi            | Tōkyō                        | Tōkyō     | Ebara                  | Ebara                                         | Ebara                          | 1932                                  |
| Izu                | Ashigara                     | Tōkyō     | (Izu-Inseln)           | (Izu-Inseln)                                  | (Izu-Inseln)                   |                                       |
| –                  | – (Innenministerium direkt)  | Tōkyō     | (Ogasawara-Inseln)     | (Ogasawara-Inseln)                            | (Ogasawara-Inseln)             |                                       |
| Musashi            | Kanagawa                     | Tōkyō     | Tama                   | Nishi-Tama                                    | Nishi-Tama                     |                                       |
| Musashi            | Kanagawa                     | Tōkyō     | Tama                   | Minami-Tama                                   | Minami-Tama                    | 1971                                  |
| Musashi            | Kanagawa                     | Tōkyō     | Tama                   | Kita-Tama                                     | Kita-Tama                      | 1970                                  |
| Musashi            | Kanagawa                     | Kanagawa  | Kuraki                 | Kuraki                                        | Kuraki                         | 1936                                  |
| Musashi            | Kanagawa                     | Kanagawa  | Kuraki                 | (Yokohama-ku)                                 | (Yokohama-shi)                 |                                       |
| Musashi            | Kanagawa                     | Kanagawa  | Tachibana              | Tachibana                                     | Tachibana                      | 1938                                  |
| Musashi            | Kanagawa                     | Kanagawa  | Tsuzuki                | Tsuzuki                                       | Tsuzuki                        | 1939                                  |
| Sagami             | Kanagawa                     | Kanagawa  | Miura                  | Miura                                         | Miura                          |                                       |
| Sagami             | Kanagawa                     | Kanagawa  | Kamakura               | Kamakura                                      | Kamakura                       | 1948                                  |
| Sagami             | Kanagawa                     | Kanagawa  | Kōza                   |                                               |                                |                                       |
| Sagami             | Ashigara                     | Kanagawa  | Ōsumi                  | Ōsumi                                         | Naka                           |                                       |
| Sagami             | Ashigara                     | Kanagawa  | Yurugi                 |                                               | Naka                           |                                       |
| Sagami             | Ashigara                     | Kanagawa  | Ashigara-Kami          |                                               |                                |                                       |
| Sagami             | Ashigara                     | Kanagawa  | Ashigara-Shimo         |                                               |                                |                                       |
| Sagami             | Ashigara                     | Kanagawa  | Aikō                   |                                               |                                |                                       |
| Sagami             | Ashigara                     | Kanagawa  | Tsukui                 | Tsukui                                        | Tsukui                         | 2007                                  |
| Izu                | Ashigara                     | Shizuoka  | Naka                   | Naka                                          | Kamo                           |                                       |
| Izu                | Ashigara                     | Shizuoka  | Kamo                   |                                               | Kamo                           |                                       |
| Izu                | Ashigara                     | Shizuoka  | Kimisawa/Kuntaku       | Kimisawa/Kuntaku                              | Tagata                         |                                       |
| Izu                | Ashigara                     | Shizuoka  | Tagata                 |                                               | Tagata                         |                                       |
| Suruga             | Shizuoka                     | Shizuoka  | Suntō                  | Suntō                                         | Suntō                          |                                       |
| Suruga             | Shizuoka                     | Shizuoka  | Fuji                   | Fuji                                          | Fuji                           | 2010                                  |
| Suruga             | Shizuoka                     | Shizuoka  | Ihara                  | Ihara                                         | Ihara                          | 2008                                  |
| Suruga             | Shizuoka                     | Shizuoka  | Abe                    | Abe                                           | Abe (Shizuoka-shi)             | 1969                                  |
| Suruga             | Shizuoka                     | Shizuoka  | Udo                    |                                               | Abe (Shizuoka-shi)             | 1969                                  |
| Suruga             | Shizuoka                     | Shizuoka  | Shida                  | Shida                                         | Shida                          | 2009                                  |
| Suruga             | Shizuoka                     | Shizuoka  | Mashizu                |                                               | Shida                          | 2009                                  |
| Tōtōmi             | Hamamatsu                    | Shizuoka  | Haibara                | Haibara                                       | Haibara                        |                                       |
| Tōtōmi             | Hamamatsu                    | Shizuoka  | Saya                   | Saya                                          | Ogasa                          | 2005                                  |
| Tōtōmi             | Hamamatsu                    | Shizuoka  | Kitō                   |                                               | Ogasa                          | 2005                                  |
| Tōtōmi             | Hamamatsu                    | Shizuoka  | Shūchi/Suchi           |                                               |                                |                                       |
| Tōtōmi             | Hamamatsu                    | Shizuoka  | Toyoda                 | Toyoda                                        | Iwata                          | 2005                                  |
| Tōtōmi             | Hamamatsu                    | Shizuoka  | Yamana                 |                                               | Iwata                          | 2005                                  |
| Tōtōmi             | Hamamatsu                    | Shizuoka  | Iwata                  |                                               | Iwata                          | 2005                                  |
| Tōtōmi             | Hamamatsu                    | Shizuoka  | Nagakami               | Nagakami                                      | Hamana                         | 2010                                  |
| Tōtōmi             | Hamamatsu                    | Shizuoka  | Fuchi                  |                                               | Hamana                         | 2010                                  |
| Tōtōmi             | Hamamatsu                    | Shizuoka  | Hamana                 |                                               | Hamana                         | 2010                                  |
| Tōtōmi             | Hamamatsu                    | Shizuoka  | Inasa                  | Inasa                                         | Inasa                          | 2005                                  |
| Tōtōmi             | Hamamatsu                    | Shizuoka  | Aratama                |                                               | Inasa                          | 2005                                  |
| Kai                | Yamanashi                    | Yamanashi | Tsuru                  | Kita-Tsuru                                    | Kita-Tsuru                     |                                       |
| Kai                | Yamanashi                    | Yamanashi | Tsuru                  | Minami-Tsuru                                  |                                |                                       |
| Kai                | Yamanashi                    | Yamanashi | Yatsushiro             | Higashi-Yatsushiro                            | Higashi-Yatsushiro             | 2006                                  |
| Kai                | Yamanashi                    | Yamanashi | Yatsushiro             | Nishi-Yatsushiro                              |                                |                                       |
| Kai                | Yamanashi                    | Yamanashi | Yamanashi              | Higashi-Yamanashi                             | Higashi-Yamanashi              | 2005                                  |
| Kai                | Yamanashi                    | Yamanashi | Yamanashi              | Nishi-Yamanashi                               | Nishi-Yamanashi (Kōfu-shi)     | 1954                                  |
| Kai                | Yamanashi                    | Yamanashi | Koma                   | Naka-Koma                                     | Naka-Koma                      |                                       |
| Kai                | Yamanashi                    | Yamanashi | Koma                   | Minami-Koma                                   |                                |                                       |
| Kai                | Yamanashi                    | Yamanashi | Koma                   | Kita-Koma                                     | Kita-Koma                      | 2006                                  |
| Echigo             | Wakamatsu                    | Niigata   | Kanbara                | Higashi-Kanbara                               | Higashi-Kanbara                |                                       |
| Echigo             | Niigata                      | Niigata   | Kanbara                | Nishi-Kanbara                                 | Nishi-Kanbara                  |                                       |
| Echigo             | Niigata                      | Niigata   | Kanbara                | Naka-Kanbara                                  | Naka-Kanbara                   | 2006                                  |
| Echigo             | Niigata                      | Niigata   | Kanbara                | Kita-Kanbara                                  |                                |                                       |
| Echigo             | Niigata                      | Niigata   | Kanbara                | Minami-Kanbara                                |                                |                                       |
| Echigo             | Niigata                      | Niigata   | Kanbara                | (Niigata-ku)                                  | (Niigata-shi)                  |                                       |
| Echigo             | Niigata                      | Niigata   | Iwafune                |                                               |                                |                                       |
| Echigo             | Kashiwazaki                  | Niigata   | Santō/Mishima          | Santō/Mishima                                 | Santō/Mishima                  |                                       |
| Echigo             | Kashiwazaki                  | Niigata   | Koshi                  | Koshi                                         | Koshi                          | 2005                                  |
| Echigo             | Kashiwazaki                  | Niigata   | Uonuma                 | Kita-Uonuma                                   | Kita-Uonuma                    | 2010                                  |
| Echigo             | Kashiwazaki                  | Niigata   | Uonuma                 | Minami-Uonuma                                 |                                |                                       |
| Echigo             | Kashiwazaki                  | Niigata   | Uonuma                 | Naka-Uonuma                                   |                                |                                       |
| Echigo             | Kashiwazaki                  | Niigata   | Kariwa                 |                                               |                                |                                       |
| Echigo             | Kashiwazaki                  | Niigata   | Kubiki                 | Higashi-Kubiki                                | Higashi-Kubiki                 | 2005                                  |
| Echigo             | Kashiwazaki                  | Niigata   | Kubiki                 | Naka-Kubiki                                   | Naka-Kubiki                    | 2005                                  |
| Echigo             | Kashiwazaki                  | Niigata   | Kubiki                 | Nishi-Kubiki                                  | Nishi-Kubiki                   | 2005                                  |
| Sado               | Aikawa                       | Niigata   | Sawata                 | Sawata                                        | Sado                           | 2004                                  |
| Sado               | Aikawa                       | Niigata   | Kamo                   |                                               | Sado                           | 2004                                  |
| Sado               | Aikawa                       | Niigata   | Hamochi                |                                               | Sado                           | 2004                                  |
| Etchū              | Niikawa                      | Toyama    | Niikawa                | Shimo-Niikawa                                 | Shimo-Niikawa                  |                                       |
| Etchū              | Niikawa                      | Toyama    | Niikawa                | Naka-Niikawa                                  |                                |                                       |
| Etchū              | Niikawa                      | Toyama    | Niikawa                | Kami-Niikawa                                  | Kami-Niikawa (Toyama-shi)      | 2005                                  |
| Etchū              | Niikawa                      | Toyama    | Nei                    | Nei                                           | Nei                            | 2005                                  |
| Etchū              | Niikawa                      | Toyama    | Tonami                 | Tonami                                        | Higashi-Tonami                 | 2004                                  |
| Etchū              | Niikawa                      | Toyama    | Tonami                 | Tonami                                        | Nishi-Tonami                   | 2005                                  |
| Etchū              | Nanao                        | Toyama    | Imizu                  | Imizu                                         | Imizu (Takaoka-shi)            | 2005                                  |
| Etchū              | Nanao                        | Toyama    | Imizu                  | Imizu                                         | Himi                           | 1954                                  |
| Noto               | Nanao                        | Ishikawa  | Suzu                   | Suzu                                          | Suzu                           | Hōsu (2005)                           |
| Noto               | Nanao                        | Ishikawa  | Fugeshi                |                                               |                                | Hōsu (2005)                           |
| Noto               | Nanao                        | Ishikawa  | Kashima                |                                               |                                |                                       |
| Noto               | Nanao                        | Ishikawa  | Hakui                  |                                               |                                |                                       |
| Kaga               | Kanazawa                     | Ishikawa  | Kahoku                 | Kahoku                                        | Kahoku                         |                                       |
| Kaga               | Kanazawa                     | Ishikawa  | Ishikawa               | Ishikawa                                      | Ishikawa                       | 2011                                  |
| Kaga               | Kanazawa                     | Ishikawa  | Ishikawa               | (Kanazawa-ku)                                 | (Kanazawa-shi)                 |                                       |
| Kaga               | Kanazawa                     | Ishikawa  | Nomi                   |                                               |                                |                                       |
| Kaga               | Kanazawa                     | Ishikawa  | Enuma                  | Enuma                                         | Enuma                          | 2005                                  |
| Echizen            | Asuwa                        | Fukui     | Sakai                  | Sakai                                         | Sakai                          | 2006                                  |
| Echizen            | Asuwa                        | Fukui     | Asuwa                  | Asuwa                                         | Asuwa (Fukui-shi)              | 2006                                  |
| Echizen            | Asuwa                        | Fukui     | Yoshida                |                                               |                                |                                       |
| Echizen            | Asuwa                        | Fukui     | Ōno                    | Ōno                                           | Ōno                            | 2005                                  |
| Echizen            | Asuwa                        | Fukui     | Nyuu/Niu               |                                               |                                |                                       |
| Echizen            | Tsuruga                      | Fukui     | Imadate                | Imadate                                       | Imadate                        |                                       |
| Echizen            | Tsuruga                      | Fukui     | Nanjō                  |                                               |                                |                                       |
| Echizen            | Tsuruga                      | Fukui     | Tsuruga                | Tsuruga                                       | Tsuruga                        | 1955                                  |
| Wakasa             | Tsuruga                      | Fukui     | Mikata                 | Mikata                                        | Mikata                         |                                       |
| Wakasa             | Tsuruga                      | Fukui     | Mikata                 | Mikata                                        | Mikata                         | Mikata-Kaminaka (2005)                |
| Wakasa             | Tsuruga                      | Fukui     | Onyū/Onibu             |                                               |                                |                                       |
| Wakasa             | Tsuruga                      | Fukui     | 2006                   |                                               |                                |                                       |
| Wakasa             | Tsuruga                      | Fukui     | Ōi                     |                                               |                                |                                       |
| Shinano            | Nagano                       | Nagano    | Saku                   | Minami-Saku                                   | Minami-Saku                    |                                       |
| Shinano            | Nagano                       | Nagano    | Saku                   | Kita-Saku                                     |                                |                                       |
| Shinano            | Nagano                       | Nagano    | Chiisagata             |                                               |                                |                                       |
| Shinano            | Nagano                       | Nagano    | Sarashina              | Sarashina                                     | Sarashina                      | 2005                                  |
| Shinano            | Nagano                       | Nagano    | Hanishina              |                                               |                                |                                       |
| Shinano            | Nagano                       | Nagano    | Takai                  | Kami-Takai                                    | Kami-Takai                     |                                       |
| Shinano            | Nagano                       | Nagano    | Takai                  | Shimo-Takai                                   |                                |                                       |
| Shinano            | Nagano                       | Nagano    | Minochi                | Kami-Minochi                                  | Kami-Minochi (Nagano-shi)      |                                       |
| Shinano            | Nagano                       | Nagano    | Minochi                | Shimo-Minochi                                 |                                |                                       |
| Shinano            | Chikuma                      | Nagano    | Suwa                   | Suwa                                          | Suwa                           |                                       |
| Shinano            | Chikuma                      | Nagano    | Ina                    | Kami-Ina                                      | Kami-Ina                       |                                       |
| Shinano            | Chikuma                      | Nagano    | Ina                    | Shimo-Ina                                     |                                |                                       |
| Shinano            | Chikuma                      | Nagano    | Chikuma                | Nishi-Chikuma                                 | Nishi-Chikuma                  | Kiso (1968)                           |
| Shinano            | Chikuma                      | Nagano    | Chikuma                | Higashi-Chikuma                               |                                |                                       |
| Shinano            | Chikuma                      | Nagano    | Azumi                  | Minami-Azumi                                  | Minami-Azumi                   | 2005                                  |
| Shinano            | Chikuma                      | Nagano    | Azumi                  | Kita-Azumi                                    |                                |                                       |
| Hida               | Chikuma                      | Gifu      | Yoshiki                | Yoshiki                                       | Yoshiki                        | 2005                                  |
| Hida               | Chikuma                      | Gifu      | Ōno                    |                                               |                                |                                       |
| Hida               | Chikuma                      | Gifu      | Mashita/Masuda         | Mashita/Masuda                                | Mashita/Masuda                 | 2004                                  |
| Mino               | Gifu                         | Gifu      | Ena                    | Ena                                           | Ena                            | 2005                                  |
| Mino               | Gifu                         | Gifu      | Toki                   | Toki                                          | Toki                           | 2006                                  |
| Mino               | Gifu                         | Gifu      | Kani                   |                                               |                                |                                       |
| Mino               | Gifu                         | Gifu      | Kamo                   |                                               |                                |                                       |
| Mino               | Gifu                         | Gifu      | Gujō                   | Gujō                                          | Gujō                           | 2004                                  |
| Mino               | Gifu                         | Gifu      | Mugi                   | Mugi                                          | Mugi                           | 2005                                  |
| Mino               | Gifu                         | Gifu      | Yamagata               | Yamagata                                      | Yamagata                       | 2003                                  |
| Mino               | Gifu                         | Gifu      | Nakashima              | Nakashima                                     | Hashima                        |                                       |
| Mino               | Gifu                         | Gifu      | Haguri                 |                                               | Hashima                        |                                       |
| Mino               | Gifu                         | Gifu      | Kakami                 | Kakami                                        | Inaba (Gifu-shi)               | 1963                                  |
| Mino               | Gifu                         | Gifu      | Atsumi                 |                                               | Inaba (Gifu-shi)               | 1963                                  |
| Mino               | Gifu                         | Gifu      | Katagata               |                                               | Inaba (Gifu-shi)               | 1963                                  |
| Mino               | Gifu                         | Gifu      | Motosu                 |                                               |                                |                                       |
| Mino               | Gifu                         | Gifu      | Mushiroda              |                                               |                                |                                       |
| Mino               | Gifu                         | Gifu      | Motosu                 |                                               |                                |                                       |
| Mino               | Gifu                         | Gifu      | Ōno                    |                                               |                                |                                       |
| Mino               | Gifu                         | Gifu      | Ibi                    |                                               |                                |                                       |
| Mino               | Gifu                         | Gifu      | Ikeda                  |                                               |                                |                                       |
| Mino               | Gifu                         | Gifu      | Anpachi                |                                               |                                |                                       |
| Mino               | Gifu                         | Gifu      | Fuwa                   |                                               |                                |                                       |
| Mino               | Gifu                         | Gifu      | Tagi                   | Tagi                                          | Yōrō                           |                                       |
| Mino               | Gifu                         | Gifu      | Ishizu                 | Kami-Ishizu                                   | Yōrō                           |                                       |
| Mino               | Gifu                         | Gifu      | Ishizu                 | Shimo-Ishizu                                  | Kaizu                          | 2005                                  |
| Mino               | Gifu                         | Gifu      | Kaisai                 |                                               | Kaizu                          | 2005                                  |
| Mikawa             | Nukata                       | Aichi     | Shitara                | Kita-Shitara                                  | Kita-Shitara                   |                                       |
| Mikawa             | Nukata                       | Aichi     | Shitara                | Minami-Shitara                                | Minami-Shitara                 | 2005                                  |
| Mikawa             | Nukata                       | Aichi     | Yana                   | Yana                                          | Yana                           | 1956                                  |
| Mikawa             | Nukata                       | Aichi     | Atsumi                 | Atsumi                                        | Atsumi                         | 2005                                  |
| Mikawa             | Nukata                       | Aichi     | Hoi                    | Hoi                                           | Hoi                            | 2010                                  |
| Mikawa             | Nukata                       | Aichi     | Kamo                   | Higashi-Kamo                                  | Higashi-Kamo                   | 2005                                  |
| Mikawa             | Nukata                       | Aichi     | Kamo                   | Nishi-Kamo                                    | Nishi-Kamo                     | 2010                                  |
| Mikawa             | Nukata                       | Aichi     | Nukata                 |                                               |                                |                                       |
| Mikawa             | Nukata                       | Aichi     | Hazu                   | Hazu                                          | Hazu                           | 2011                                  |
| Mikawa             | Nukata                       | Aichi     | Hekikai/Aomi           | Hekikai/Aomi                                  | Hekikai/Aomi                   | 1970                                  |
| Owari              | Nukata                       | Aichi     | Chita                  | Chita                                         | Chita                          |                                       |
| Owari              | Nagoya                       | Aichi     | Aichi                  | (Nagoya-ku)                                   | (Nagoya-shi)                   |                                       |
| Owari              | Nagoya                       | Aichi     | Aichi                  | Aichi                                         |                                |                                       |
| Owari              | Nagoya                       | Aichi     | Kasugai                | Higashi-Kasugai (1880)                        | Higashi-Kasugai (1880)         | 1970                                  |
| Owari              | Nagoya                       | Aichi     | Kasugai                | Nishi-Kasugai (1880)                          |                                |                                       |
| Owari              | Nagoya                       | Aichi     | Niwa                   |                                               |                                |                                       |
| Owari              | Nagoya                       | Aichi     | Haguri                 | Haguri                                        | Haguri                         | 2005                                  |
| Owari              | Nagoya                       | Aichi     | Nakashima              | Nakashima                                     | Nakashima                      | 2005                                  |
| Owari              | Nagoya                       | Aichi     | Kaitō                  | Kaitō                                         | Kaitō                          | Ama (1913)                            |
| Owari              | Nagoya                       | Aichi     | Kaisai                 |                                               |                                | Ama (1913)                            |
| Iga                | Anotsu                       | Mie       | Ahai                   | Ahai                                          | Ayama                          | 2004                                  |
| Iga                | Anotsu                       | Mie       | Yamada                 |                                               | Ayama                          | 2004                                  |
| Iga                | Anotsu                       | Mie       | Nabari                 | Nabari                                        | Naga                           | 2004                                  |
| Iga                | Anotsu                       | Mie       | Iga                    |                                               | Naga                           | 2004                                  |
| Ise                | Anotsu                       | Mie       | Kuwana                 | Kuwana                                        | Kuwana                         |                                       |
| Ise                | Anotsu                       | Mie       | Inabe                  |                                               |                                |                                       |
| Ise                | Anotsu                       | Mie       | Asake                  | Asake                                         | Mie (Yokkaichi-shi)            |                                       |
| Ise                | Anotsu                       | Mie       | Mie                    |                                               | Mie (Yokkaichi-shi)            |                                       |
| Ise                | Anotsu                       | Mie       | Suzuka                 | Suzuka                                        | Suzuka                         | 2005                                  |
| Ise                | Anotsu                       | Mie       | Anki                   | Anki                                          | Kawage                         | Age (1956–2006)                       |
| Ise                | Anotsu                       | Mie       | Kawawa                 |                                               | Kawage                         | Age (1956–2006)                       |
| Ise                | Anotsu                       | Mie       | Anō/Ano                | Anō/Ano                                       | Anō (Tsu-shi)                  | Age (1956–2006)                       |
| Ise                | Watarai                      | Mie       | Ichishi                | Ichishi                                       | Ichishi                        | 2006                                  |
| Ise                | Watarai                      | Mie       | Iidaka                 | Iidaka                                        | Iinan                          | 2005                                  |
| Ise                | Watarai                      | Mie       | Iino                   |                                               | Iinan                          | 2005                                  |
| Ise                | Watarai                      | Mie       | Taki/Take              |                                               |                                |                                       |
| Ise                | Watarai                      | Mie       | Watarai                |                                               |                                |                                       |
| Shima              | Watarai                      | Mie       | Tōshi                  | Tōshi                                         | Shima                          | 2004                                  |
| Shima              | Watarai                      | Mie       | Ago                    |                                               | Shima                          | 2004                                  |
| Kii                | Watarai                      | Mie       | Muro                   | Kita-Muro                                     | Kita-Muro                      |                                       |
| Kii                | Watarai                      | Mie       | Muro                   | Minami-Muro                                   |                                |                                       |
| Kii                | Wakayama                     | Wakayama  | Muro                   | Higashi-Muro                                  | Higashi-Muro                   |                                       |
| Kii                | Wakayama                     | Wakayama  | Muro                   | Nishi-Muro                                    |                                |                                       |
| Kii                | Wakayama                     | Wakayama  | Hidaka                 |                                               |                                |                                       |
| Kii                | Wakayama                     | Wakayama  | Arida                  |                                               |                                |                                       |
| Kii                | Wakayama                     | Wakayama  | Nagusa                 | Nagusa                                        | Kaisō (Wakayama-shi)           |                                       |
| Kii                | Wakayama                     | Wakayama  | Nagusa                 | (Wakayama-ku)                                 | Kaisō (Wakayama-shi)           |                                       |
| Kii                | Wakayama                     | Wakayama  | Ama                    |                                               | Kaisō (Wakayama-shi)           |                                       |
| Kii                | Wakayama                     | Wakayama  | Ama                    |                                               | Kaisō (Wakayama-shi)           |                                       |
| Kii                | Wakayama                     | Wakayama  | Naga                   | Naga                                          | Naga                           | 2006                                  |
| Kii                | Wakayama                     | Wakayama  | Ito                    |                                               |                                |                                       |
| Ōmi                | Nagahama                     | Shiga     | Takashima              | Takashima                                     | Takashima                      | 2005                                  |
| Ōmi                | Nagahama                     | Shiga     | Ika                    | Ika                                           | Ika                            | 2010                                  |
| Ōmi                | Nagahama                     | Shiga     | Azai                   | Nishi-Azai                                    | Ika                            | 2010                                  |
| Ōmi                | Nagahama                     | Shiga     | Azai                   | Higashi-Azai                                  | Higashi-Azai                   | 2010                                  |
| Ōmi                | Nagahama                     | Shiga     | Sakata                 | Sakata                                        | Sakata                         | 2005                                  |
| Ōmi                | Nagahama                     | Shiga     | Inukami                |                                               |                                |                                       |
| Ōmi                | Nagahama                     | Shiga     | Echi                   |                                               |                                |                                       |
| Ōmi                | Nagahama                     | Shiga     | Kanzaki                | Kanzaki                                       | Kanzaki                        | 2006                                  |
| Ōmi                | Ōtsu                         | Shiga     | Gamou                  | Gamou                                         | Gamou                          |                                       |
| Ōmi                | Ōtsu                         | Shiga     | Yasu                   | Yasu                                          | Yasu                           | 2004                                  |
| Ōmi                | Ōtsu                         | Shiga     | Kurita                 | Kurita                                        | Kurita                         | 2001                                  |
| Ōmi                | Ōtsu                         | Shiga     | Shiga                  | Shiga                                         | Shiga (Ōtsu-shi)               | 2006                                  |
| Ōmi                | Ōtsu                         | Shiga     | Kōka                   | Kōka                                          | Kōka                           | 2004                                  |
| Yamashiro          | Kyōto                        | Kyōto     | Otagi                  | Otagi                                         | Otagi                          | 1949                                  |
| Yamashiro          | Kyōto                        | Kyōto     | Otagi                  | (Kamigyō-ku) (Shimogyō-ku)                    | (Kyōto-shi)                    |                                       |
| Yamashiro          | Kyōto                        | Kyōto     | Kadono                 | (Kamigyō-ku) (Shimogyō-ku)                    | (Kyōto-shi)                    |                                       |
| Yamashiro          | Kyōto                        | Kyōto     | Kadono                 | Kadono                                        | 1948                           |                                       |
| Yamashiro          | Kyōto                        | Kyōto     | Kii                    | Kii (1879–81: Fushimi-ku)                     | Kii                            | 1931                                  |
| Yamashiro          | Kyōto                        | Kyōto     | Otokuni                |                                               |                                |                                       |
| Yamashiro          | Kyōto                        | Kyōto     | Uji                    | Uji                                           | Uji                            | 1951                                  |
| Yamashiro          | Kyōto                        | Kyōto     | Kuse                   |                                               |                                |                                       |
| Yamashiro          | Kyōto                        | Kyōto     | Tsuzuki                |                                               |                                |                                       |
| Yamashiro          | Kyōto                        | Kyōto     | Sōraku                 |                                               |                                |                                       |
| Tanba              | Kyōto                        | Kyōto     | Kuwada                 | Minami-Kuwada                                 | Minami-Kuwada                  | 1959                                  |
| Tanba              | Kyōto                        | Kyōto     | Kuwada                 | Kita-Kuwada                                   | Kita-Kuwada                    | 2006                                  |
| Tanba              | Kyōto                        | Kyōto     | Funai                  |                                               |                                |                                       |
| Tanba              | Kyōto                        | Kyōto     | Ikaruga                | Ikaruga                                       | Ikaruga                        | 1956                                  |
| Tanba              | Toyooka                      | Hyōgo     | Taki                   | Taki                                          | Taki                           | 1999                                  |
| Tanba              | Toyooka                      | Hyōgo     | Hikami                 | Hikami                                        | Hikami                         | 2004                                  |
| Tanba              | Toyooka                      | Kyōto     | Amada                  | Amada                                         | Amada                          | 2006                                  |
| Tango              | Toyooka                      | Kyōto     | Kasa                   | Kasa                                          | Kasa                           | 2006                                  |
| Tango              | Toyooka                      | Kyōto     | Yosa                   |                                               |                                |                                       |
| Tango              | Toyooka                      | Kyōto     | Naka                   | Naka                                          | Naka                           | 2004                                  |
| Tango              | Toyooka                      | Kyōto     | Takeno                 | Takeno                                        | Takeno                         | 2004                                  |
| Tango              | Toyooka                      | Kyōto     | Kumano                 | Kumano                                        | Kumano                         | 2004                                  |
| Settsu             | Osaka                        | Osaka     | Nishinari              | Nishinari                                     | Nishinari                      | 1925                                  |
| Settsu             | Osaka                        | Osaka     | Nishinari              | (Higashi-ku) (Nishi-ku) (Minami-ku) (Kita-ku) | (Ōsaka-shi)                    |                                       |
| Settsu             | Osaka                        | Osaka     | Higashinari            | (Higashi-ku) (Nishi-ku) (Minami-ku) (Kita-ku) | (Ōsaka-shi)                    |                                       |
| Settsu             | Osaka                        | Osaka     | Higashinari            | Higashinari                                   | 1925                           |                                       |
| Settsu             | Osaka                        | Osaka     | Sumiyoshi              | Higashinari                                   | 1925                           |                                       |
| Settsu             | Osaka                        | Osaka     | Shimagami              | Shimagami                                     | Mishima                        |                                       |
| Settsu             | Osaka                        | Osaka     | Shimashimo             |                                               | Mishima                        |                                       |
| Settsu             | Osaka                        | Osaka     | Teshima                | Teshima                                       | Toyono                         |                                       |
| Settsu             | Osaka                        | Osaka     | Nose                   |                                               | Toyono                         |                                       |
| Izumi              | Sakai                        | Osaka     | Ōtori                  | (Sakai-ku)                                    | (Sakai-shi)                    |                                       |
| Izumi              | Sakai                        | Osaka     | Ōtori                  | Ōtori                                         | Senboku                        |                                       |
| Izumi              | Sakai                        | Osaka     | Izumi                  |                                               | Senboku                        |                                       |
| Izumi              | Sakai                        | Osaka     | Minami                 | Minami                                        | Sennan                         |                                       |
| Izumi              | Sakai                        | Osaka     | Hine                   |                                               | Sennan                         |                                       |
| Kawachi            | Sakai                        | Osaka     | Ishikawa               | Ishikawa                                      | Minami-Kawachi                 |                                       |
| Kawachi            | Sakai                        | Osaka     | Nishigori              |                                               | Minami-Kawachi                 |                                       |
| Kawachi            | Sakai                        | Osaka     | Yakami                 |                                               | Minami-Kawachi                 |                                       |
| Kawachi            | Sakai                        | Osaka     | Furuichi               |                                               | Minami-Kawachi                 |                                       |
| Kawachi            | Sakai                        | Osaka     | Asukabe                |                                               | Minami-Kawachi                 |                                       |
| Kawachi            | Sakai                        | Osaka     | Tannan                 |                                               | Minami-Kawachi                 |                                       |
| Kawachi            | Sakai                        | Osaka     | Shiki                  |                                               | Minami-Kawachi                 |                                       |
| Kawachi            | Sakai                        | Osaka     | Naka-Kawachi           | 1958                                          |                                |                                       |
| Kawachi            | Sakai                        | Osaka     | Naka-Kawachi           | 1958                                          | Tanboku                        |                                       |
| Kawachi            | Sakai                        | Osaka     | Naka-Kawachi           | 1958                                          | Takayasu                       |                                       |
| Kawachi            | Sakai                        | Osaka     | Naka-Kawachi           | 1958                                          | Ōgata                          |                                       |
| Kawachi            | Sakai                        | Osaka     | Naka-Kawachi           | 1958                                          | Kawachi                        |                                       |
| Kawachi            | Sakai                        | Osaka     | Naka-Kawachi           | 1958                                          | Wakae                          |                                       |
| Kawachi            | Sakai                        | Osaka     | Naka-Kawachi           | 1958                                          | Shibukawa                      |                                       |
| Kawachi            | Sakai                        | Osaka     | Matta                  | Matta                                         | Kita-Kawachi                   | 1971                                  |
| Kawachi            | Sakai                        | Osaka     | Katano                 |                                               | Kita-Kawachi                   | 1971                                  |
| Kawachi            | Sakai                        | Osaka     | Sasara                 |                                               | Kita-Kawachi                   | 1971                                  |
| Yamato             | Nara                         | Nara      | Yamabe/Yamanobe        | Yamabe/Yamanobe                               | Yamabe/Yamanobe                |                                       |
| Yamato             | Nara                         | Nara      | Soekami                | Soekami                                       | Soekami (Nara-shi)             | 2005                                  |
| Yamato             | Nara                         | Nara      | Soeshimo               | Soeshimo                                      | Ikoma                          |                                       |
| Yamato             | Nara                         | Nara      | Heguri                 |                                               | Ikoma                          |                                       |
| Yamato             | Nara                         | Nara      | Hirose                 | Hirose                                        | Kita-Katsuragi                 |                                       |
| Yamato             | Nara                         | Nara      | Katsuge                |                                               | Kita-Katsuragi                 |                                       |
| Yamato             | Nara                         | Nara      | Katsujō                | Katsujō                                       | Minami-Katsuragi               | 1958                                  |
| Yamato             | Nara                         | Nara      | Oshimi                 |                                               | Minami-Katsuragi               | 1958                                  |
| Yamato             | Nara                         | Nara      | Takaichi               |                                               |                                |                                       |
| Yamato             | Nara                         | Nara      | Shikijō                | Shikijō                                       | Shiki                          |                                       |
| Yamato             | Nara                         | Nara      | Shikige                |                                               | Shiki                          |                                       |
| Yamato             | Nara                         | Nara      | Toichi                 |                                               | Shiki                          |                                       |
| Yamato             | Nara                         | Nara      | Uda                    |                                               |                                |                                       |
| Yamato             | Nara                         | Nara      | Uchi                   | Uchi                                          | Uchi                           | 1959                                  |
| Yamato             | Nara                         | Nara      | Yoshino                |                                               |                                |                                       |
| Settsu             | Hyōgo                        | Hyōgo     | Yatabe                 | (Kōbe-ku)                                     | (Kōbe-shi)                     |                                       |
| Settsu             | Hyōgo                        | Hyōgo     | Yatabe                 | Yatabe                                        | Muko                           | 1954                                  |
| Settsu             | Hyōgo                        | Hyōgo     | Uhara                  |                                               | Muko                           | 1954                                  |
| Settsu             | Hyōgo                        | Hyōgo     | Muko                   |                                               | Muko                           | 1954                                  |
| Settsu             | Hyōgo                        | Hyōgo     | Kawabe                 |                                               |                                |                                       |
| Settsu             | Hyōgo                        | Hyōgo     | Arima                  | Arima                                         | Arima                          | 1958                                  |
| Harima             | Shikama                      | Hyōgo     | Akashi                 | Akashi                                        | Akashi                         | 1951                                  |
| Harima             | Shikama                      | Hyōgo     | Minō                   | Minō                                          | Minō                           | 2005                                  |
| Harima             | Shikama                      | Hyōgo     | Katō                   | Katō                                          | Katō                           | 2006                                  |
| Harima             | Shikama                      | Hyōgo     | Taka                   |                                               |                                |                                       |
| Harima             | Shikama                      | Hyōgo     | Kasai                  | Kasai                                         | Kasai                          | 1967                                  |
| Harima             | Shikama                      | Hyōgo     | Kako                   |                                               |                                |                                       |
| Harima             | Shikama                      | Hyōgo     | Innami                 | Innami                                        | Innami                         | 1979                                  |
| Harima             | Shikama                      | Hyōgo     | Shikitō                | Shikitō                                       | Shikama (Himeji-shi)           | 2006                                  |
| Harima             | Shikama                      | Hyōgo     | Shikisai               |                                               | Shikama (Himeji-shi)           | 2006                                  |
| Harima             | Shikama                      | Hyōgo     | Jintō                  | Jintō                                         | Kanzaki                        |                                       |
| Harima             | Shikama                      | Hyōgo     | Jinsai                 |                                               | Kanzaki                        |                                       |
| Harima             | Shikama                      | Hyōgo     | Ittō                   | Ittō                                          | Ibo                            |                                       |
| Harima             | Shikama                      | Hyōgo     | Issai                  |                                               | Ibo                            |                                       |
| Harima             | Shikama                      | Hyōgo     | Sayō/Sayo              |                                               |                                |                                       |
| Harima             | Shikama                      | Hyōgo     | Akō                    |                                               |                                |                                       |
| Harima             | Shikama                      | Hyōgo     | Shisō/Shisawa          | Shisō/Shisawa                                 | Shisō/Shisawa                  | 2006                                  |
| Tajima             | Toyooka                      | Hyōgo     | Kinosaki               | Kinosaki                                      | Kinosaki                       | 2005                                  |
| Tajima             | Toyooka                      | Hyōgo     | Mikumi                 |                                               | Kinosaki                       | 2005                                  |
| Tajima             | Toyooka                      | Hyōgo     | Keta                   |                                               | Kinosaki                       | 2005                                  |
| Tajima             | Toyooka                      | Hyōgo     | Izushi                 | Izushi                                        | Izushi                         | 2005                                  |
| Tajima             | Toyooka                      | Hyōgo     | Futakata               | Futakata                                      | Mikata                         |                                       |
| Tajima             | Toyooka                      | Hyōgo     | Shitsumi               |                                               | Mikata                         |                                       |
| Tajima             | Toyooka                      | Hyōgo     | Yabu                   | Yabu                                          | Yabu                           | 2004                                  |
| Tajima             | Toyooka                      | Hyōgo     | Asago                  | Asago                                         | Asago                          | 2005                                  |
| Awaji              | Myōdō                        | Hyōgo     | Tsuna                  | Tsuna                                         | Tsuna                          | 2006                                  |
| Awaji              | Myōdō                        | Hyōgo     | Mihara                 | Mihara                                        | Mihara                         | 2005                                  |
| Awa                | Myōdō                        | Tokushima | Itano                  | Itano                                         | Itano                          |                                       |
| Awa                | Myōdō                        | Tokushima | Awa                    | Awa                                           | Awa                            | 2005                                  |
| Awa                | Myōdō                        | Tokushima | Oe                     | Oe                                            | Oe                             | 2004                                  |
| Awa                | Myōdō                        | Tokushima | Mima                   |                                               |                                |                                       |
| Awa                | Myōdō                        | Tokushima | Miyoshi                |                                               |                                |                                       |
| Awa                | Myōdō                        | Tokushima | Myōzai                 |                                               |                                |                                       |
| Awa                | Myōdō                        | Tokushima | Myōdō                  | Myōdō                                         | Myōdō (Tokushima-shi)          |                                       |
| Awa                | Myōdō                        | Tokushima | Katsuura               |                                               |                                |                                       |
| Awa                | Myōdō                        | Tokushima | Naka/Naga              |                                               |                                |                                       |
| Awa                | Myōdō                        | Tokushima | Kaifu                  |                                               |                                |                                       |
| Tosa               | Kōchi                        | Kōchi     | Aki                    | Aki                                           | Aki                            |                                       |
| Tosa               | Kōchi                        | Kōchi     | Kami                   | Kami                                          | Kami                           | 2006                                  |
| Tosa               | Kōchi                        | Kōchi     | Nagaoka                |                                               |                                |                                       |
| Tosa               | Kōchi                        | Kōchi     | Tosa                   | Tosa                                          | Tosa (Kōchi-shi)               |                                       |
| Tosa               | Kōchi                        | Kōchi     | Agawa                  |                                               |                                |                                       |
| Tosa               | Kōchi                        | Kōchi     | Takaoka                |                                               |                                |                                       |
| Tosa               | Kōchi                        | Kōchi     | Hata                   |                                               |                                |                                       |
| Sanuki             | Kagawa                       | Kagawa    | Ōchi                   | Ōchi                                          | Ōkawa                          | 2003                                  |
| Sanuki             | Kagawa                       | Kagawa    | Sangawa                |                                               | Ōkawa                          | 2003                                  |
| Sanuki             | Kagawa                       | Kagawa    | Miki                   | Miki                                          | Kita                           |                                       |
| Sanuki             | Kagawa                       | Kagawa    | Yamada                 |                                               | Kita                           |                                       |
| Sanuki             | Kagawa                       | Kagawa    | Kagawa                 | Kagawa                                        | Kagawa (Takamatsu-shi)         |                                       |
| Sanuki             | Kagawa                       | Kagawa    | Shōzu/Shōdo            |                                               |                                |                                       |
| Sanuki             | Kagawa                       | Kagawa    | Aya                    | Aya                                           | Ayauta                         |                                       |
| Sanuki             | Kagawa                       | Kagawa    | Uta                    |                                               | Ayauta                         |                                       |
| Sanuki             | Kagawa                       | Kagawa    | Naka                   | Naka                                          | Nakatado (Marugame-shi)        |                                       |
| Sanuki             | Kagawa                       | Kagawa    | Tado                   |                                               | Nakatado (Marugame-shi)        |                                       |
| Sanuki             | Kagawa                       | Kagawa    | Mino                   | Mino                                          | Mitoyo                         | 2006                                  |
| Sanuki             | Kagawa                       | Kagawa    | Toyota                 |                                               | Mitoyo                         | 2006                                  |
| Iyo                | Ehime                        | Ehime     | Uma                    | Uma                                           | Uma                            | 2004                                  |
| Iyo                | Ehime                        | Ehime     | Nii                    | Nii                                           | Nii                            | 1959                                  |
| Iyo                | Ehime                        | Ehime     | Sufu                   | Sufu                                          | Shūso                          | 2004                                  |
| Iyo                | Ehime                        | Ehime     | Kuwamura               |                                               | Shūso                          | 2004                                  |
| Iyo                | Ehime                        | Ehime     | Ochi                   | Ochi                                          | Ochi                           |                                       |
| Iyo                | Ehime                        | Ehime     | Noma                   |                                               | Ochi                           |                                       |
| Iyo                | Ehime                        | Ehime     | Kazahaya               | Kazahaya                                      | Onsen (Matsuyama-shi)          | 2005                                  |
| Iyo                | Ehime                        | Ehime     | Wake                   |                                               | Onsen (Matsuyama-shi)          | 2005                                  |
| Iyo                | Ehime                        | Ehime     | Onsen                  |                                               | Onsen (Matsuyama-shi)          | 2005                                  |
| Iyo                | Ehime                        | Ehime     | Kume                   |                                               | Onsen (Matsuyama-shi)          | 2005                                  |
| Iyo                | Ehime                        | Ehime     | Ukena                  | Kami-Ukena                                    | Kami-Ukena                     |                                       |
| Iyo                | Ehime                        | Ehime     | Ukena                  | Shimo-Ukena                                   | Onsen                          |                                       |
| Iyo                | Uwajima                      | Ehime     | Ukena                  | Shimo-Ukena                                   | Iyo                            |                                       |
| Iyo                | Uwajima                      | Ehime     | Iyo                    |                                               | Iyo                            |                                       |
| Iyo                | Uwajima                      | Ehime     | Kita                   |                                               |                                |                                       |
| Iyo                | Uwajima                      | Ehime     | Uwa                    | Nishi-Uwa                                     | Nishi-Uwa                      |                                       |
| Iyo                | Uwajima                      | Ehime     | Uwa                    | Higashi-Uwa                                   | Higashi-Uwa                    | 2004                                  |
| Iyo                | Uwajima                      | Ehime     | Uwa                    | Kita-Uwa                                      |                                |                                       |
| Iyo                | Uwajima                      | Ehime     | Uwa                    | Minami-Uwa                                    |                                |                                       |
| Inaba              | Tottori                      | Tottori   | Iwai                   | Iwai                                          | Iwami (Tottori-shi)            |                                       |
| Inaba              | Tottori                      | Tottori   | Hōmi                   |                                               | Iwami (Tottori-shi)            |                                       |
| Inaba              | Tottori                      | Tottori   | Ōmi                    |                                               | Iwami (Tottori-shi)            |                                       |
| Inaba              | Tottori                      | Tottori   | Yakami                 | Yakami                                        | Yazu                           |                                       |
| Inaba              | Tottori                      | Tottori   | Hattō                  |                                               | Yazu                           |                                       |
| Inaba              | Tottori                      | Tottori   | Chizu                  |                                               | Yazu                           |                                       |
| Inaba              | Tottori                      | Tottori   | Takakusa               | Takakusa                                      | Ketaka                         | 2004                                  |
| Inaba              | Tottori                      | Tottori   | Keta                   |                                               | Ketaka                         | 2004                                  |
| Hōki               | Tottori                      | Tottori   | Kawamura               | Kawamura                                      | Tōhaku                         |                                       |
| Hōki               | Tottori                      | Tottori   | Kume                   |                                               | Tōhaku                         |                                       |
| Hōki               | Tottori                      | Tottori   | Yabase                 |                                               | Tōhaku                         |                                       |
| Hōki               | Tottori                      | Tottori   | Aseri                  | Aseri                                         | Saihaku                        |                                       |
| Hōki               | Tottori                      | Tottori   | Aimi                   |                                               | Saihaku                        |                                       |
| Hōki               | Tottori                      | Tottori   | Hino                   |                                               |                                |                                       |
| Izumo              | Shimane                      | Shimane   | Shimane                | Shimane                                       | Yatsuka (Matsue-shi)           | 2011                                  |
| Izumo              | Shimane                      | Shimane   | Aika                   |                                               | Yatsuka (Matsue-shi)           | 2011                                  |
| Izumo              | Shimane                      | Shimane   | Iu                     |                                               | Yatsuka (Matsue-shi)           | 2011                                  |
| Izumo              | Shimane                      | Shimane   | Nogi                   | Nogi                                          | Nogi                           | 2004                                  |
| Izumo              | Shimane                      | Shimane   | Nita                   |                                               |                                |                                       |
| Izumo              | Shimane                      | Shimane   | Ōhara                  | Ōhara                                         | Ōhara                          | 2004                                  |
| Izumo              | Shimane                      | Shimane   | Iishi                  |                                               |                                |                                       |
| Izumo              | Shimane                      | Shimane   | Shuttō                 | Shuttō                                        | Hikawa                         | 2011                                  |
| Izumo              | Shimane                      | Shimane   | Tatenui                |                                               | Hikawa                         | 2011                                  |
| Izumo              | Shimane                      | Shimane   | Kando                  |                                               | Hikawa                         | 2011                                  |
| Oki                | Shimane                      | Shimane   | Suki                   | Suki                                          | Suki                           | Oki (1969)                            |
| Oki                | Shimane                      | Shimane   | Ochi                   |                                               |                                | Oki (1969)                            |
| Oki                | Shimane                      | Shimane   | Ama                    |                                               |                                | Oki (1969)                            |
| Oki                | Shimane                      | Shimane   | Chibu                  |                                               |                                | Oki (1969)                            |
| Iwami              | Hamada                       | Shimane   | Ano                    | Ano                                           | Ano                            | 1954                                  |
| Iwami              | Hamada                       | Shimane   | Nima                   | Nima                                          | Nima                           | 2005                                  |
| Iwami              | Hamada                       | Shimane   | Ōchi                   |                                               |                                |                                       |
| Iwami              | Hamada                       | Shimane   | Naka                   | Naka                                          | Naka                           | 2005                                  |
| Iwami              | Hamada                       | Shimane   | Mino                   | Mino                                          | Mino                           | 2004                                  |
| Iwami              | Hamada                       | Shimane   | Kanoashi               |                                               |                                |                                       |
| Mimasaka           | Hokujō                       | Okayama   | Yoshino                | Yoshino                                       | Aida                           |                                       |
| Mimasaka           | Hokujō                       | Okayama   | Aida                   |                                               | Aida                           |                                       |
| Mimasaka           | Hokujō                       | Okayama   | Shōboku                | Shōboku                                       | Katsuta                        |                                       |
| Mimasaka           | Hokujō                       | Okayama   | Shōnan                 |                                               | Katsuta                        |                                       |
| Mimasaka           | Hokujō                       | Okayama   | Tōhokujō               | Tōhokujō                                      | Tomata                         |                                       |
| Mimasaka           | Hokujō                       | Okayama   | Tōnanjō                |                                               | Tomata                         |                                       |
| Mimasaka           | Hokujō                       | Okayama   | Saihokujō              |                                               | Tomata                         |                                       |
| Mimasaka           | Hokujō                       | Okayama   | Saisaijō               |                                               | Tomata                         |                                       |
| Mimasaka           | Hokujō                       | Okayama   | Kumehokujō             | Kumehokujō                                    | Kume                           |                                       |
| Mimasaka           | Hokujō                       | Okayama   | Kumenanjō              |                                               | Kume                           |                                       |
| Mimasaka           | Hokujō                       | Okayama   | Ōba                    | Ōba                                           | Maniwa                         |                                       |
| Mimasaka           | Hokujō                       | Okayama   | Mashima                |                                               | Maniwa                         |                                       |
| Bizen              | Okayama                      | Okayama   | Wake                   | Wake                                          | Wake                           |                                       |
| Bizen              | Okayama                      | Okayama   | Iwanashi               | Iwanashi                                      | Akaiwa                         | 2007                                  |
| Bizen              | Okayama                      | Okayama   | Akasaka                |                                               | Akaiwa                         | 2007                                  |
| Bizen              | Okayama                      | Okayama   | Oku                    | Oku                                           | Oku                            | 2004                                  |
| Bizen              | Okayama                      | Okayama   | Jōtō/Jōdō/Kamitsumichi | Jōtō/Jōdō/Kamitsumichi                        | Jōtō/Jōdō/Kamitsumichi         | 1971                                  |
| Bizen              | Okayama                      | Okayama   | Kojima                 | Kojima                                        | Kojima                         | 2005                                  |
| Bizen              | Okayama                      | Okayama   | Tsudaka                | Tsudaka                                       | Mitsu (Okayama-shi)            | 2007                                  |
| Bizen              | Okayama                      | Okayama   | Mino                   | (Okayama-ku)                                  | Mitsu (Okayama-shi)            | 2007                                  |
| Bizen              | Okayama                      | Okayama   | Mino                   | Mino                                          | Mitsu (Okayama-shi)            | 2007                                  |
| Bizen              | Okayama                      | Okayama   | Mino                   | Kaga (2004)                                   | Mitsu (Okayama-shi)            |                                       |
| Bitchū             | Fukatsu                      | Okayama   | Jōbō                   | Jōbō                                          | Jōbō                           |                                       |
| Bitchū             | Fukatsu                      | Okayama   | Jōbō                   | Jōbō                                          | Jōbō                           | 2005                                  |
| Bitchū             | Fukatsu                      | Okayama   | Utsu                   | Utsu                                          | Tsuboku                        |                                       |
| Bitchū             | Fukatsu                      | Okayama   | Kuboya                 |                                               | Tsuboku                        |                                       |
| Bitchū             | Fukatsu                      | Okayama   | Asakuchi               |                                               |                                |                                       |
| Bitchū             | Fukatsu                      | Okayama   | Oda                    |                                               |                                |                                       |
| Bitchū             | Fukatsu                      | Okayama   | Shitsuki               | Shitsuki                                      | Shitsuki                       | 2005                                  |
| Bitchū             | Fukatsu                      | Okayama   | Kayō                   | Kayō                                          | Kibi                           | 2005                                  |
| Bitchū             | Fukatsu                      | Okayama   | Katō/Shimotsumichi     |                                               | Kibi                           | 2005                                  |
| Bitchū             | Fukatsu                      | Okayama   | Kawakami               | Kawakami                                      | Kawakami                       | 2004                                  |
| Bitchū             | Fukatsu                      | Okayama   | Tetsuta                | Tetsuta                                       | Atetsu                         | 2005                                  |
| Bitchū             | Fukatsu                      | Okayama   | Aka                    |                                               | Atetsu                         | 2005                                  |
| Bingo              | Fukatsu                      | Hiroshima | Numakuma               | Numakuma                                      | Numakuma                       | 2005                                  |
| Bingo              | Fukatsu                      | Hiroshima | Fukatsu                | Fukatsu                                       | Fukayasu                       | 2006                                  |
| Bingo              | Fukatsu                      | Hiroshima | Yasuna                 |                                               | Fukayasu                       | 2006                                  |
| Bingo              | Fukatsu                      | Hiroshima | Ashida                 | Ashida                                        | Ashina                         | 2003                                  |
| Bingo              | Fukatsu                      | Hiroshima | Honji                  |                                               | Ashina                         | 2003                                  |
| Bingo              | Fukatsu                      | Hiroshima | Jinseki                |                                               |                                |                                       |
| Bingo              | Hiroshima                    | Hiroshima | Kōnu                   | Kōnu                                          | Kōnu                           | 2005                                  |
| Bingo              | Hiroshima                    | Hiroshima | Mikami                 | Mikami                                        | Hiba                           | 2005                                  |
| Bingo              | Hiroshima                    | Hiroshima | Nuka                   |                                               | Hiba                           | 2005                                  |
| Bingo              | Hiroshima                    | Hiroshima | Eso                    |                                               | Hiba                           | 2005                                  |
| Bingo              | Hiroshima                    | Hiroshima | Miyoshi                | Miyoshi                                       | Futami                         | 2004                                  |
| Bingo              | Hiroshima                    | Hiroshima | Mitani                 |                                               | Futami                         | 2004                                  |
| Bingo              | Hiroshima                    | Hiroshima | Sera                   |                                               |                                |                                       |
| Bingo              | Hiroshima                    | Hiroshima | Mitsugi                | Mitsugi                                       | Mitsugi                        | 2005                                  |
| Aki                | Hiroshima                    | Hiroshima | Toyota                 | Toyota                                        | Toyota                         |                                       |
| Aki                | Hiroshima                    | Hiroshima | Kamo                   | Kamo                                          | Kamo                           | 2005                                  |
| Aki                | Hiroshima                    | Hiroshima | Aki                    | Aki                                           | Aki                            |                                       |
| Aki                | Hiroshima                    | Hiroshima | Aki                    | (Hiroshima-ku)                                | (Hiroshima-shi)                |                                       |
| Aki                | Hiroshima                    | Hiroshima | Numata/Nuta            | (Hiroshima-ku)                                | (Hiroshima-shi)                |                                       |
| Aki                | Hiroshima                    | Hiroshima | Numata                 | Asa                                           | 1973                           |                                       |
| Aki                | Hiroshima                    | Hiroshima | Takamiya               | Asa                                           | 1973                           |                                       |
| Aki                | Hiroshima                    | Hiroshima | Saeki                  | Saeki                                         | Saeki                          | 2005                                  |
| Aki                | Hiroshima                    | Hiroshima | Yamagata               |                                               |                                |                                       |
| Aki                | Hiroshima                    | Hiroshima | Takata                 | Takata                                        | Takata                         | 2004                                  |
| Suō                | Yamaguchi                    | Yamaguchi | Ōshima                 | Ōshima                                        | Ōshima                         |                                       |
| Suō                | Yamaguchi                    | Yamaguchi | Kuga                   |                                               |                                |                                       |
| Suō                | Yamaguchi                    | Yamaguchi | Kumage                 |                                               |                                |                                       |
| Suō                | Yamaguchi                    | Yamaguchi | Tsuno                  | Tsuno                                         | Tsuno                          | 2003                                  |
| Suō                | Yamaguchi                    | Yamaguchi | Saba                   | Saba                                          | Saba                           | 2005                                  |
| Suō                | Yamaguchi                    | Yamaguchi | Yoshiki                | Yoshiki                                       | Yoshiki                        | 2005                                  |
| Nagato             | Yamaguchi                    | Yamaguchi | Abu/Amu                | Abu/Amu                                       | Abu                            |                                       |
| Nagato             | Yamaguchi                    | Yamaguchi | Mishima                |                                               | Abu                            |                                       |
| Nagato             | Yamaguchi                    | Yamaguchi | Ōtsu                   | Ōtsu                                          | Ōtsu                           | 2005                                  |
| Nagato             | Yamaguchi                    | Yamaguchi | Asa                    | Asa                                           | Asa                            | 2005                                  |
| Nagato             | Yamaguchi                    | Yamaguchi | Mine                   | Mine                                          | Mine                           | 2008                                  |
| Nagato             | Yamaguchi                    | Yamaguchi | Toyoura/Toyura         | (Akamagaseki-ku)                              | (Akamagaseki-shi)              | (Shimonoseki-shi 1902)                |
| Nagato             | Yamaguchi                    | Yamaguchi | Toyoura/Toyura         | Toyoura                                       | Toyoura                        | 2005                                  |
| Chikuzen           | Fukuoka                      | Fukuoka   | Ito                    | Ito                                           | Itoshima                       | 2010                                  |
| Chikuzen           | Fukuoka                      | Fukuoka   | Shima                  |                                               | Itoshima                       | 2010                                  |
| Chikuzen           | Fukuoka                      | Fukuoka   | Mikasa                 | Mikasa                                        | Chikushi                       | 2018                                  |
| Chikuzen           | Fukuoka                      | Fukuoka   | Mushiroda              |                                               | Chikushi                       | 2018                                  |
| Chikuzen           | Fukuoka                      | Fukuoka   | Naka                   | Naka                                          | Chikushi                       | 2018                                  |
| Chikuzen           | Fukuoka                      | Fukuoka   | Naka                   | (Fukuoka-ku)                                  | (Fukuoka-shi)                  |                                       |
| Chikuzen           | Fukuoka                      | Fukuoka   | Sawara                 | (Fukuoka-ku)                                  | (Fukuoka-shi)                  |                                       |
| Chikuzen           | Fukuoka                      | Fukuoka   | Sawara                 | Sawara                                        | 1975                           |                                       |
| Chikuzen           | Fukuoka                      | Fukuoka   | Kasuya                 |                                               |                                |                                       |
| Chikuzen           | Fukuoka                      | Fukuoka   | Munakata               | Munakata                                      | Munakata                       | 2005                                  |
| Chikuzen           | Fukuoka                      | Fukuoka   | Onga                   |                                               |                                |                                       |
| Chikuzen           | Fukuoka                      | Fukuoka   | Kurate                 |                                               |                                |                                       |
| Chikuzen           | Fukuoka                      | Fukuoka   | Kama                   | Kama                                          | Kaho                           |                                       |
| Chikuzen           | Fukuoka                      | Fukuoka   | Honami                 |                                               | Kaho                           |                                       |
| Chikuzen           | Fukuoka                      | Fukuoka   | Jōza                   | Jōza                                          | Asakura                        |                                       |
| Chikuzen           | Fukuoka                      | Fukuoka   | Geza                   |                                               | Asakura                        |                                       |
| Chikuzen           | Fukuoka                      | Fukuoka   | Yasu                   |                                               | Asakura                        |                                       |
| Chikugo            | Mizuma                       | Fukuoka   | Takeno                 | Takeno                                        | Ukiha                          | 2005                                  |
| Chikugo            | Mizuma                       | Fukuoka   | Ikuha                  |                                               | Ukiha                          | 2005                                  |
| Chikugo            | Mizuma                       | Fukuoka   | Yame                   |                                               |                                |                                       |
| Chikugo            | Mizuma                       | Fukuoka   | Kamitsuma              |                                               |                                |                                       |
| Chikugo            | Mizuma                       | Fukuoka   | Shimotsuma             |                                               |                                |                                       |
| Chikugo            | Mizuma                       | Fukuoka   | Mii                    | Mii                                           | Mii (Kurume-shi)               |                                       |
| Chikugo            | Mizuma                       | Fukuoka   | Mihara                 |                                               | Mii (Kurume-shi)               |                                       |
| Chikugo            | Mizuma                       | Fukuoka   | Yamamoto               |                                               | Mii (Kurume-shi)               |                                       |
| Chikugo            | Mizuma                       | Fukuoka   | Mizuma                 |                                               |                                |                                       |
| Chikugo            | Mizuma                       | Fukuoka   | Yamato                 | Yamato                                        | Yamato                         | 2007                                  |
| Chikugo            | Mizuma                       | Fukuoka   | Miike                  | Miike                                         | Miike                          | 2007                                  |
| Buzen              | Kokura                       | Fukuoka   | Kiku                   | Kiku                                          | Kiku (Kokura-shi) (Moji-shi)   | 1948 (Kita-Kyūshū-shi 1963)           |
| Buzen              | Kokura                       | Fukuoka   | Miyako                 | Miyako                                        | Miyako                         |                                       |
| Buzen              | Kokura                       | Fukuoka   | Nakatsu                |                                               | Miyako                         |                                       |
| Buzen              | Kokura                       | Fukuoka   | Tagawa                 |                                               |                                |                                       |
| Buzen              | Kokura                       | Fukuoka   | Tsuiki                 | Tsuiki                                        | Chikujō                        |                                       |
| Buzen              | Kokura                       | Fukuoka   | Kōge                   |                                               | Chikujō                        |                                       |
| Buzen              | Kokura                       | Ōita      | Shimoge                | Shimoge                                       | Shimoge                        | 2005                                  |
| Buzen              | Kokura                       | Ōita      | Usa                    | Usa                                           | Usa                            | 2005                                  |
| Bungo              | Ōita                         | Ōita      | Kunisaki               | Nishi-Kunisaki                                | Nishi-Kunisaki                 | 2005                                  |
| Bungo              | Ōita                         | Ōita      | Kunisaki               | Higashi-Kunisaki                              |                                |                                       |
| Bungo              | Ōita                         | Ōita      | Hayami                 |                                               |                                |                                       |
| Bungo              | Ōita                         | Ōita      | Ōita                   | Ōita                                          | Ōita                           | 2005                                  |
| Bungo              | Ōita                         | Ōita      | Amabe                  | Kita-Amabe                                    | Kita-Amabe                     | 2005                                  |
| Bungo              | Ōita                         | Ōita      | Amabe                  | Minami-Amabe                                  | Minami-Amabe                   | 2005                                  |
| Bungo              | Ōita                         | Ōita      | Ōno                    | Ōno                                           | Ōno                            | 2005                                  |
| Bungo              | Ōita                         | Ōita      | Naoiri                 | Naoiri                                        | Naoiri                         | 2005                                  |
| Bungo              | Ōita                         | Ōita      | Kusu                   |                                               |                                |                                       |
| Bungo              | Ōita                         | Ōita      | Hita                   | Hita                                          | Hita                           | 2005                                  |
| Hizen              | Imari                        | Saga      | Kii                    | Kii                                           | Miyaki                         |                                       |
| Hizen              | Imari                        | Saga      | Yabu                   |                                               | Miyaki                         |                                       |
| Hizen              | Imari                        | Saga      | Mine                   |                                               | Miyaki                         |                                       |
| Hizen              | Imari                        | Saga      | Kanzaki                |                                               |                                |                                       |
| Hizen              | Imari                        | Saga      | Saga                   | Saga                                          | Saga (Saga-shi)                | 2007                                  |
| Hizen              | Imari                        | Saga      | Ogi                    | Ogi                                           | Ogi                            | 2005                                  |
| Hizen              | Imari                        | Saga      | Kishima                |                                               |                                |                                       |
| Hizen              | Imari                        | Saga      | Fujitsu                |                                               |                                |                                       |
| Hizen              | Imari                        | Saga      | Matsuura/Matsura       | Higashi-Matsuura                              | Higashi-Matsuura               |                                       |
| Hizen              | Imari                        | Saga      | Matsuura/Matsura       | Nishi-Matsuura                                |                                |                                       |
| Hizen              | Nagasaki                     | Nagasaki  | Matsuura/Matsura       | Kita-Matsuura                                 | Kita-Matsuura                  |                                       |
| Hizen              | Nagasaki                     | Nagasaki  | Matsuura/Matsura       | Minami-Matsuura                               |                                |                                       |
| Hizen              | Nagasaki                     | Nagasaki  | Sonogi                 | (Nagasaki-ku)                                 | (Nagasaki-shi)                 |                                       |
| Hizen              | Nagasaki                     | Nagasaki  | Sonogi                 | Nishi-Sonogi                                  |                                |                                       |
| Hizen              | Nagasaki                     | Nagasaki  | Sonogi                 | Higashi-Sonogi                                |                                |                                       |
| Hizen              | Nagasaki                     | Nagasaki  | Takaki                 | Kita-Takaki                                   | Kita-Takaki                    | 2005                                  |
| Hizen              | Nagasaki                     | Nagasaki  | Takaki                 | Minami-Takaki                                 | Minami-Takaki                  | 2006                                  |
| Iki                | Nagasaki                     | Nagasaki  | Iki                    | Iki                                           | Iki                            | 2004                                  |
| Iki                | Nagasaki                     | Nagasaki  | Ishida                 |                                               | Iki                            | 2004                                  |
| Tsushima           | Imari                        | Nagasaki  | Shimoagata             | Shimoagata                                    | Shimoagata                     | 2004                                  |
| Tsushima           | Imari                        | Nagasaki  | Kamiagata              | Kamiagata                                     | Kamiagata                      | 2004                                  |
| Higo               | Kumamoto                     | Kumamoto  | Tamana                 | Tamana                                        | Tamana                         |                                       |
| Higo               | Kumamoto                     | Kumamoto  | Yamaga                 | Yamaga                                        | Kamoto                         | 2010                                  |
| Higo               | Kumamoto                     | Kumamoto  | Yamamoto               |                                               | Kamoto                         | 2010                                  |
| Higo               | Kumamoto                     | Kumamoto  | Kikuchi                | Kikuchi                                       | Kikuchi                        |                                       |
| Higo               | Kumamoto                     | Kumamoto  | Kōshi                  |                                               | Kikuchi                        |                                       |
| Higo               | Kumamoto                     | Kumamoto  | Aso                    |                                               |                                |                                       |
| Higo               | Kumamoto                     | Kumamoto  | Akita                  | (Kumamoto-ku)                                 | (Kumamoto-shi)                 |                                       |
| Higo               | Kumamoto                     | Kumamoto  | Akita                  | Akita                                         | Hōtaku                         | 1991                                  |
| Higo               | Kumamoto                     | Kumamoto  | Takuma                 |                                               | Hōtaku                         | 1991                                  |
| Higo               | Yatsushiro                   | Kumamoto  | Uto                    | Uto                                           | Uto                            | 2005                                  |
| Higo               | Yatsushiro                   | Kumamoto  | Shimo-Mashiki          |                                               |                                |                                       |
| Higo               | Yatsushiro                   | Kumamoto  | Kami-Mashiki           |                                               |                                |                                       |
| Higo               | Yatsushiro                   | Kumamoto  | Yatsushiro             |                                               |                                |                                       |
| Higo               | Yatsushiro                   | Kumamoto  | Ashikita               |                                               |                                |                                       |
| Higo               | Yatsushiro                   | Kumamoto  | Kuma                   |                                               |                                |                                       |
| Higo               | Yatsushiro                   | Kumamoto  | Amakusa                |                                               |                                |                                       |
| Hyūga              | Mimitsu                      | Miyazaki  | Usuki                  | Nishi-Usuki (1883)                            | Nishi-Usuki (1883)             |                                       |
| Hyūga              | Mimitsu                      | Miyazaki  | Usuki                  | Higashi-Usuki (1883)                          |                                |                                       |
| Hyūga              | Mimitsu                      | Miyazaki  | Koyu                   |                                               |                                |                                       |
| Hyūga              | Mimitsu                      | Miyazaki  | Miyazaki               | Miyazaki                                      | Miyazaki                       | 2010                                  |
| Hyūga              | Mimitsu                      | Miyazaki  | Naka                   | Kita-Naka (1884)                              | Miyazaki                       | 2010                                  |
| Hyūga              | Miyakonojō                   | Miyazaki  | Naka                   | Minami-Naka (1884)                            | Minami-Naka (1884)             | 2009                                  |
| Hyūga              | Miyakonojō                   | Miyazaki  | Morokata               | Higashi-Morokata (1884)                       | Higashi-Morokata (1884)        |                                       |
| Hyūga              | Miyakonojō                   | Miyazaki  | Morokata               | Nishi-Morokata (1884)                         |                                |                                       |
| Hyūga              | Miyakonojō                   | Miyazaki  | Morokata               | Kita-Morokata (1883)                          |                                |                                       |
| Hyūga              | Miyakonojō                   | Kagoshima | Morokata               | Minami-Morokata (1883)                        | Soo (囎唹)                     | Soo (曽於) (1976)                     |
| Ōsumi              | Miyakonojō                   | Kagoshima | Soo                    | Higashi-Soo (1887)                            | Soo (囎唹)                     | Soo (曽於) (1976)                     |
| Ōsumi              | Miyakonojō                   | Kagoshima | Soo                    | Nishi-Soo (1887)                              | Aira                           |                                       |
| Ōsumi              | Miyakonojō                   | Kagoshima | Kuwabara               |                                               | Aira                           |                                       |
| Ōsumi              | Miyakonojō                   | Kagoshima | Aira                   |                                               | Aira                           |                                       |
| Ōsumi              | Miyakonojō                   | Kagoshima | Kimotsuki              | Kimotsuki                                     | Kimotsuki                      |                                       |
| Ōsumi              | Miyakonojō                   | Kagoshima | Ōsumi                  | Minami-Ōsumi (1887)                           | Kimotsuki                      |                                       |
| Ōsumi              | Miyakonojō                   | Kagoshima | Ōsumi                  | Kita-Ōsumi (1887)                             | Kagoshima                      |                                       |
| Ōsumi              | Miyakonojō                   | Kagoshima | Hishikari/Hishigari    | Hishikari/Hishigari                           | Isa                            | 2008                                  |
| Satsuma            | Kagoshima                    | Kagoshima | Isa                    | Kita-Isa (1887)                               | Isa                            | 2008                                  |
| Satsuma            | Kagoshima                    | Kagoshima | Isa                    | Minami-Isa (1887)                             | Satsuma                        |                                       |
| Satsuma            | Kagoshima                    | Kagoshima | Satsuma                |                                               | Satsuma                        |                                       |
| Satsuma            | Kagoshima                    | Kagoshima | Koshikijima            |                                               | Satsuma                        |                                       |
| Satsuma            | Kagoshima                    | Kagoshima | Taki                   |                                               | Satsuma                        |                                       |
| Satsuma            | Kagoshima                    | Kagoshima | Izumi                  |                                               |                                |                                       |
| Satsuma            | Kagoshima                    | Kagoshima | Hioki                  | Hioki                                         | Hioki                          | 2005                                  |
| Satsuma            | Kagoshima                    | Kagoshima | Ata                    |                                               | Hioki                          | 2005                                  |
| Satsuma            | Kagoshima                    | Kagoshima | Kawanabe (河辺)        | Kawanabe (河辺)                               | Kawanabe (川辺)                | 2007                                  |
| Satsuma            | Kagoshima                    | Kagoshima | Kiire                  |                                               | Kawanabe (川辺)                | 2007                                  |
| Satsuma            | Kagoshima                    | Kagoshima | Ibusuki                | 2007                                          |                                |                                       |
| Satsuma            | Kagoshima                    | Kagoshima | Ibusuki                | 2007                                          | Ei                             |                                       |
| Satsuma            | Kagoshima                    | Kagoshima | Ibusuki                | 2007                                          | Ibusuki                        |                                       |
| Satsuma            | Kagoshima                    | Kagoshima | Kagoshima              | Kagoshima                                     | Kagoshima (Kagoshima-shi)      |                                       |
| Satsuma            | Kagoshima                    | Kagoshima | Taniyama               |                                               | Kagoshima (Kagoshima-shi)      |                                       |
| Ōsumi              | Kagoshima                    | Kagoshima | Kumage                 | Kumage                                        | Kumage                         |                                       |
| Ōsumi              | Kagoshima                    | Kagoshima | Gomu                   |                                               | Kumage                         |                                       |
| Ōsumi              | Kagoshima                    | Kagoshima | Ōshima                 |                                               |                                |                                       |
| (Ryūkyū)           | – (Kagoshima-han→Ryūkyū-han) | Okinawa   | –                      | –                                             | Kunigami/Kunjan                |                                       |
| (Ryūkyū)           | – (Kagoshima-han→Ryūkyū-han) | Okinawa   | –                      | –                                             | Nakagami/Nakugami              |                                       |
| (Ryūkyū)           | – (Kagoshima-han→Ryūkyū-han) | Okinawa   | –                      | –                                             | (Shuri-ku)                     | (Shuri-shi 1921)                      |
| (Ryūkyū)           | – (Kagoshima-han→Ryūkyū-han) | Okinawa   | –                      | –                                             | (Naha-ku)                      | (Naha-shi 1921)                       |
| (Ryūkyū)           | – (Kagoshima-han→Ryūkyū-han) | Okinawa   | –                      | –                                             | Shimajiri                      |                                       |
| (Ryūkyū)           | – (Kagoshima-han→Ryūkyū-han) | Okinawa   | –                      | –                                             | Miyako/Myāku/Nāku              |                                       |
| (Ryūkyū)           | – (Kagoshima-han→Ryūkyū-han) | Okinawa   | –                      | –                                             | Yaeyama/Iēma                   |                                       |